# Piekary Śląskie

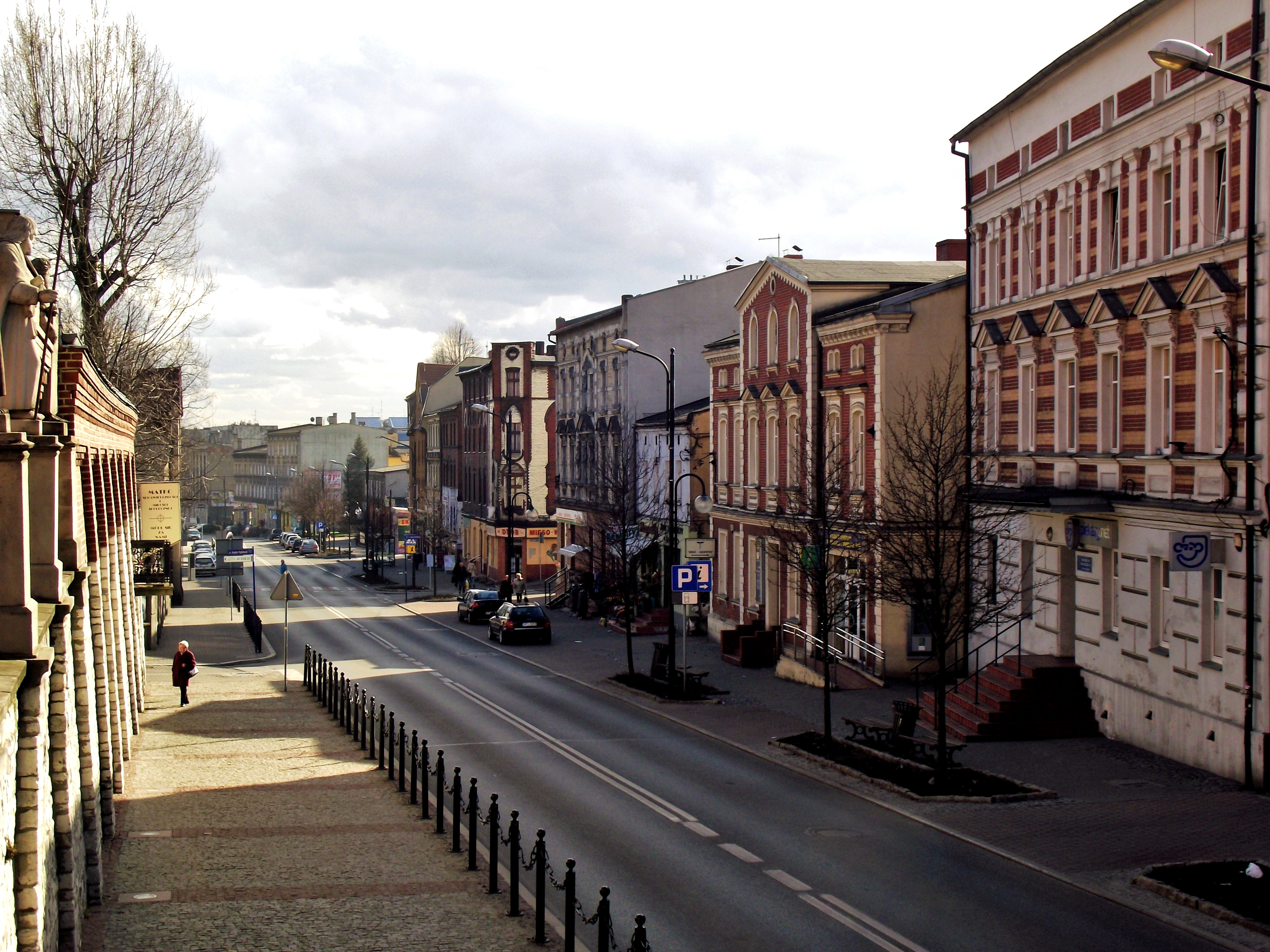
Ulica Bytomska przy bazylice NMP – główna ulica Piekar

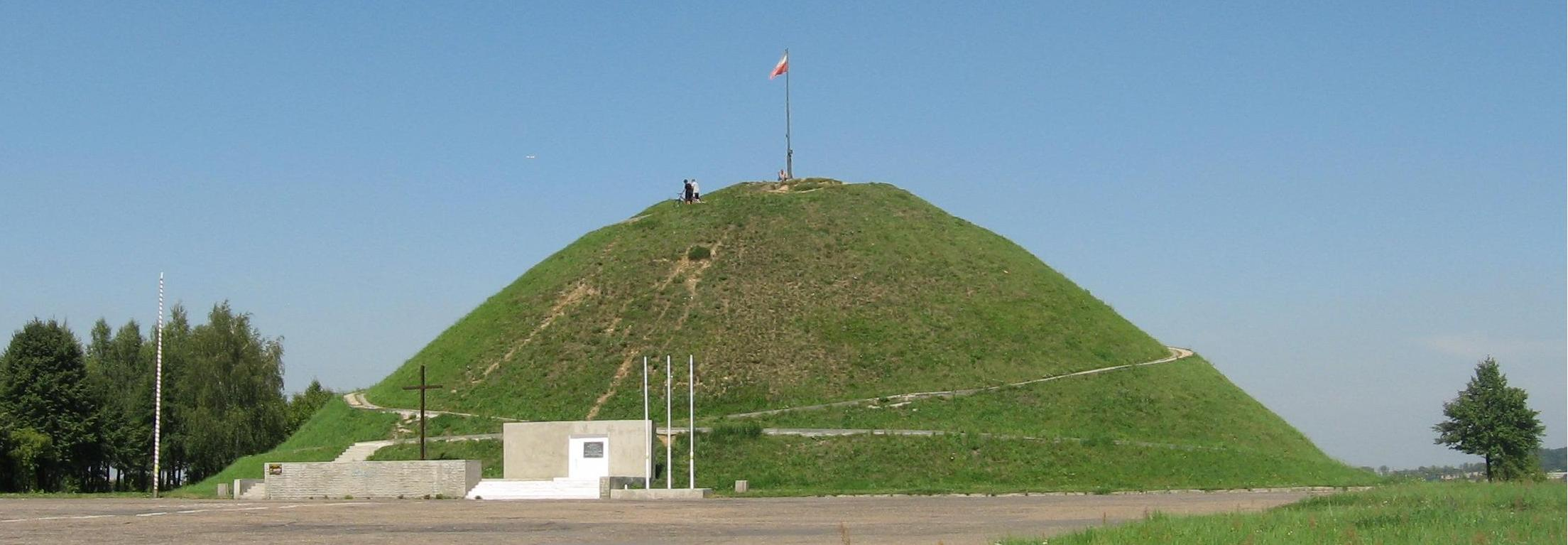
Kopiec Wyzwolenia w Piekarach

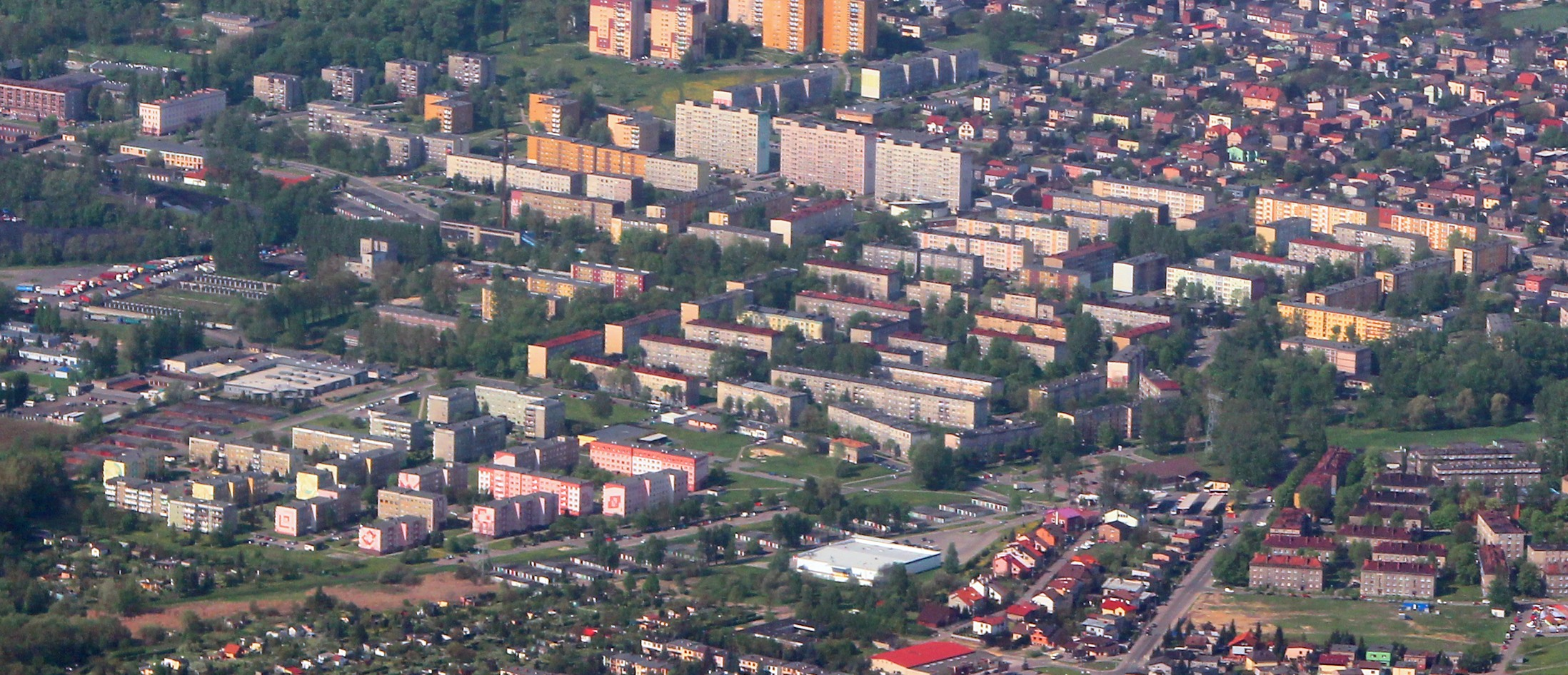
Osiedle Wieczorka

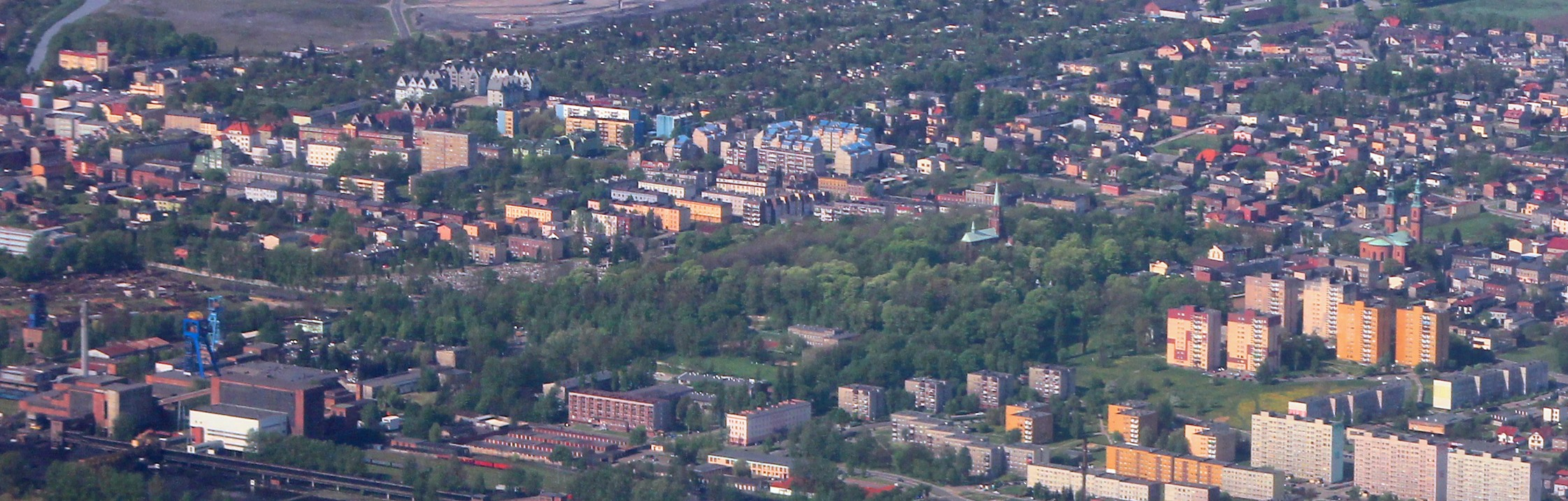
Piekary

Piekary Śląskie (śl. Piekary, niem. Deutsch Piekar, 1939–1945 Scharley-Deutsch Piekar) – miasto na prawach powiatu, położone w południowej Polsce, na Górnym Śląsku, w województwie śląskim, w centrum Górnośląskiego Okręgu Przemysłowego (GOP). Piekary Śląskie wchodzą w skład Górnośląsko-Zagłębiowskiej Metropolii.
Miasto leży nad rzeką Brynicą, w północnej części Wyżyny Śląskiej.
Pierwsza wzmianka o Piekarach pochodzi z 1253 roku. Pierwsze zapisy nazwy wsi w dokumentach średniowiecznych brzmiały Pecare, a później Peccari theutonicale (1332 rok). W okresie międzywojennym do 1934 roku obowiązywała nazwa Wielkie Piekary (lub Piekary Wielkie); 1 kwietnia 1934 roku Wielkie Piekary połączono z Szarlejem w gminę o tymczasowej nazwie Szarlej-Wielkie Piekary, po czym 3 września 1935 roku nazwę gminy zmieniono na Piekary Śląskie. W latach 1939–1945 przywrócono podwójną nazwę gminy w niemieckiej wersji językowej – Scharley-Deutsch Piekar.
Miejscowość posiada ustrój miejski od 1 stycznia 1940 roku, który z powodu okupacji niemieckiej został wprowadzony w życie dopiero dnia 13 lutego 1947 roku z mocą wsteczną od 1 stycznia 1947 roku. Piekary Śląskie są od XVII wieku ośrodkiem pielgrzymkowym oraz jednym z głównych w Polsce ośrodków kultu maryjnego z obrazem Matki Boskiej Piekarskiej. Miasto uznawane jest przez wielu za duchową stolicę Górnego Śląska.
Według danych GUS z 31 grudnia 2023 roku, miasto liczyło około 51 tys. mieszkańców, jego powierzchnia zajmuje 39,86 km²; a gęstość zaludnienia wynosi 1297 osoby/km².

## Środowisko

### Położenie
Piekary Śląskie leżą w środkowej części województwa śląskiego. Graniczą od północy z gminą Świerklaniec, od wschodu z Bobrownikami i Wojkowicami, od południa z Siemianowicami Śląskimi i Chorzowem, a od zachodu z Bytomiem i Radzionkowem.
Piekary leżą w centrum konurbacji górnośląskiej.

### Ukształtowanie terenu
Miasto leży w centralnej części Wyżyny Śląskiej, na Garbie Tarnogórskim (Kozłowa Góra) oraz na Wyżynie Katowickiej (Brzeziny Śląskie i Dąbrówka Wielka). Między tymi dwiema wyżynnymi częściami znajduje się Kotlina Józefki oraz Obniżenie Szarleja-Brynicy, utworzone z dolin rzek: Szarlejki i Brynicy. Najwyższym wzniesieniem naturalnym Piekar jest Winna Góra (350 m n.p.m.) w Kozłowej Górze. Kopiec Wyzwolenia, który został usypany w latach 1932–1937, to najwyższy punkt w mieście (356 m n.p.m.). Wzgórze Cerekwica na którym wznosi się Kalwaria ma wysokość 316 m n.p.m. Najniższym punktem jest dno Brynicy (261 m n.p.m.) na południowo-wschodnim krańcu miasta w Dąbrówce Wielkiej. Krajobraz został przekształcony w wyniku intensywnej działalności górniczej w ciągu setek lat. Pojawiły się nowe formy rzeźby terenu: garby, doły, misy, niecki, a najwięcej jest hałd poodpadowych, oczek wodnych i zapadlisk.

### Klimat
Średnia roczna temperatura wynosi 8,12°C, średnia temperatura w lipcu 24 °C, a w styczniu – 0 °C. Liczba dni deszczowych wynosi 165.

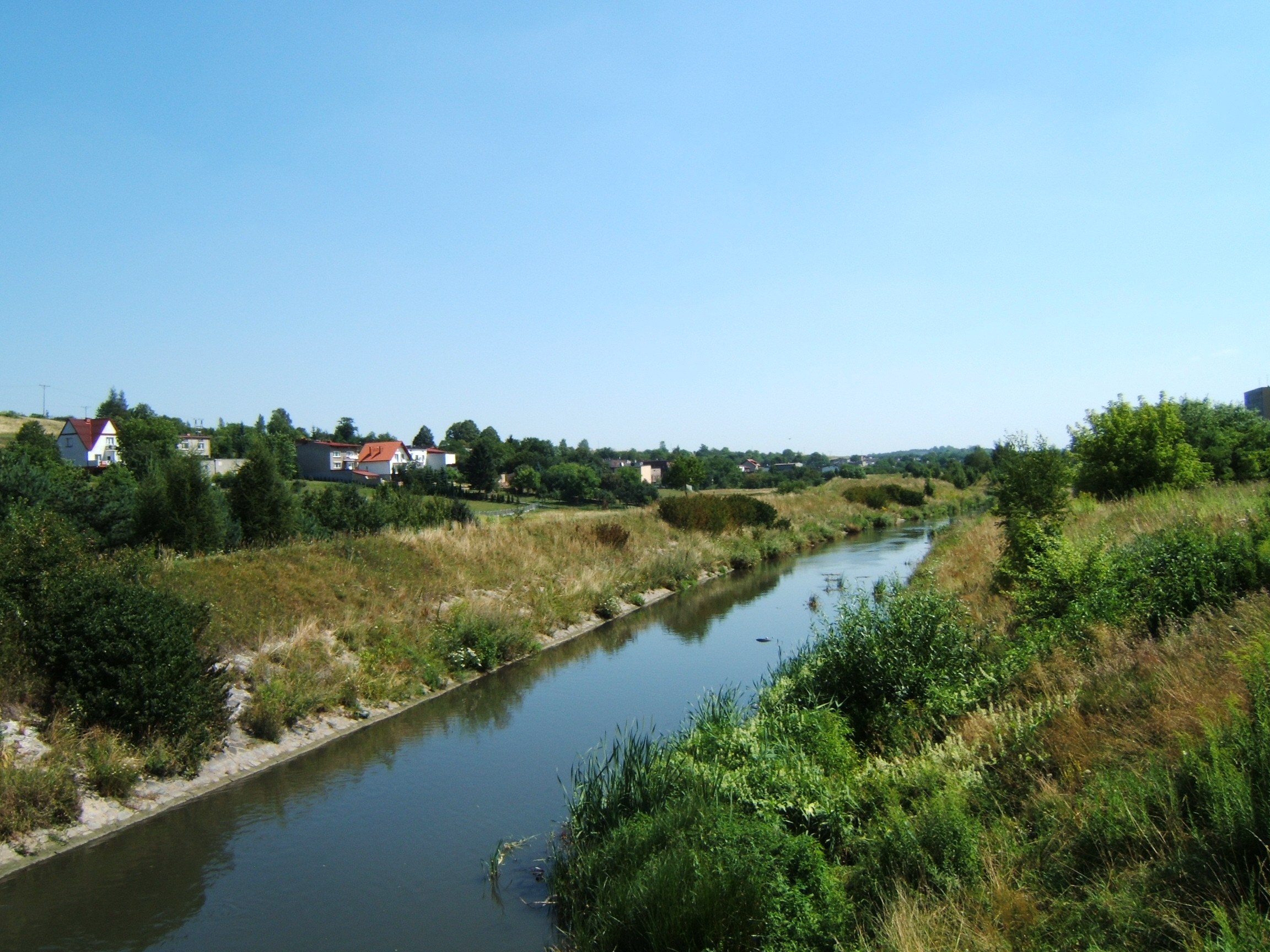
Brynica w Kamieniu (widok na Kamyce)

### Zasoby wodne

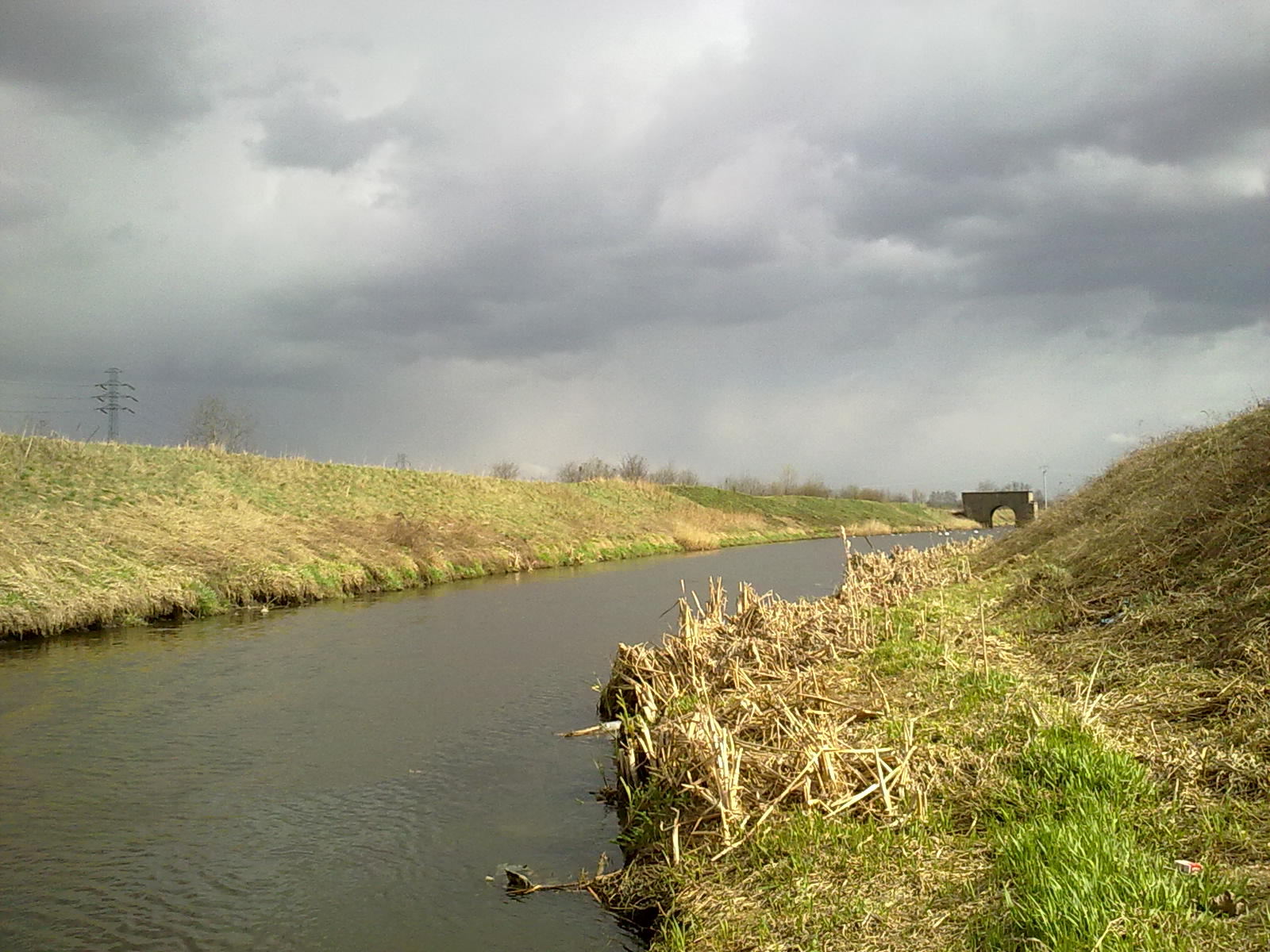
Brynica w Kamieniu przy ujściu Jaworznika

Miasto znajduje się w całości w dorzeczu Wisły, a odwadniane jest przez rzekę Brynicę. Drugi, co do wielkości ciek na obszarze miasta to Szarlejka dawniej zwana Bielczą. Jest to skanalizowany silnie zanieczyszczony ciek, do którego dziennie dostaje się około 5 tys. m³ ścieków komunalnych. Brzegi jej obudowane są wysokim wałem, a w części miejskiej Piekar Śląskich w latach 90. została ona przykryta. W 2007 zapadła decyzja o przeznaczeniu miliona euro na projekt „Czysta rzeka Szarlejka” – rekultywacja terenów doliny rzeki Szarlejki na cele przyrodnicze. Liderem projektu jest Radzionków, ale beneficjentami projektu będą również Piekary Śląskie i Bytom. Początek wspólnej inwestycji rozpocznie się prawdopodobnie w 2009.
Na terenie gminy Świerklaniec tuż przy granicy z Piekarami znajduje się zbiornik Kozłowa Góra. Obecnie przy zbiorniku działa „Stacja Uzdatniania Wody Kozłowa Góra” Górnośląskiego Przedsiębiorstwa Wodociągów.

### Fauna i flora
Na granicy Piekar, Bytomia i Chorzowa znajduje się cenna ostoja płazów oraz ptactwa wodno-błotnego Żabie Doły. Inne obszary o dużej wartości przyrodniczej to: Kocie Górki, Winna Góra, Księża Góra, Dolina Brynicy, Las Dioblina, Las Lipka oraz łąki i stawy w Kozłowej Górze.
W Piekarach zaobserwowano występowanie ponad 400 gatunków roślin. Rośnie tu m.in. grążel żółty, powojnik prosty oraz dziewięćsił bezłodygowy.
Na terenie miasta stwierdzono 72 gatunki ptaków lęgowych, w tym gatunki chronione i zagrożone np. bocian biały, myszołów, pustułka, skowronek, remiz, ortolan, wilga. W mieście występują też: podróżniczki, derkacze, kszyki i krwawodzioby.
Na terenie Piekar Śląskich występuje rzadki ssak będący pod ochroną prawną – chomik europejski. Przyrodę miasta bada i popularyzuje Piekarskie Stowarzyszenie Przyrodników.

## Podział administracyjny
W wyniku reformy administracyjnej z 1975 roku w skład miasta wchodzą dzielnice:
- Kozłowa Góra
- Centrum
- Szarlej
- Brzozowice
- Kamień
- Brzeziny Śląskie
- Dąbrówka Wielka

## Historia
Najważniejsze daty:

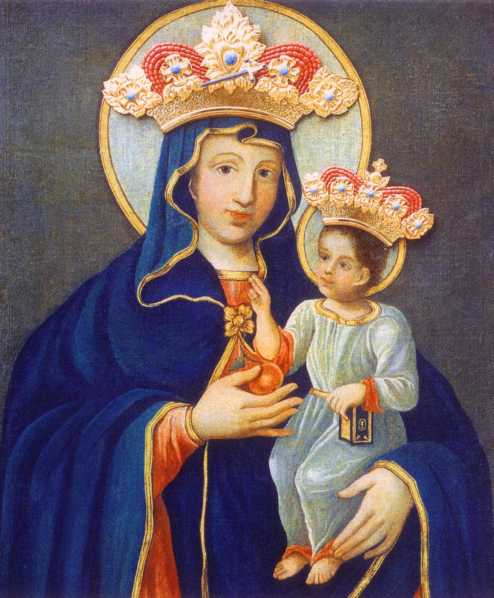
Obraz Matki Boskiej Piekarskiej

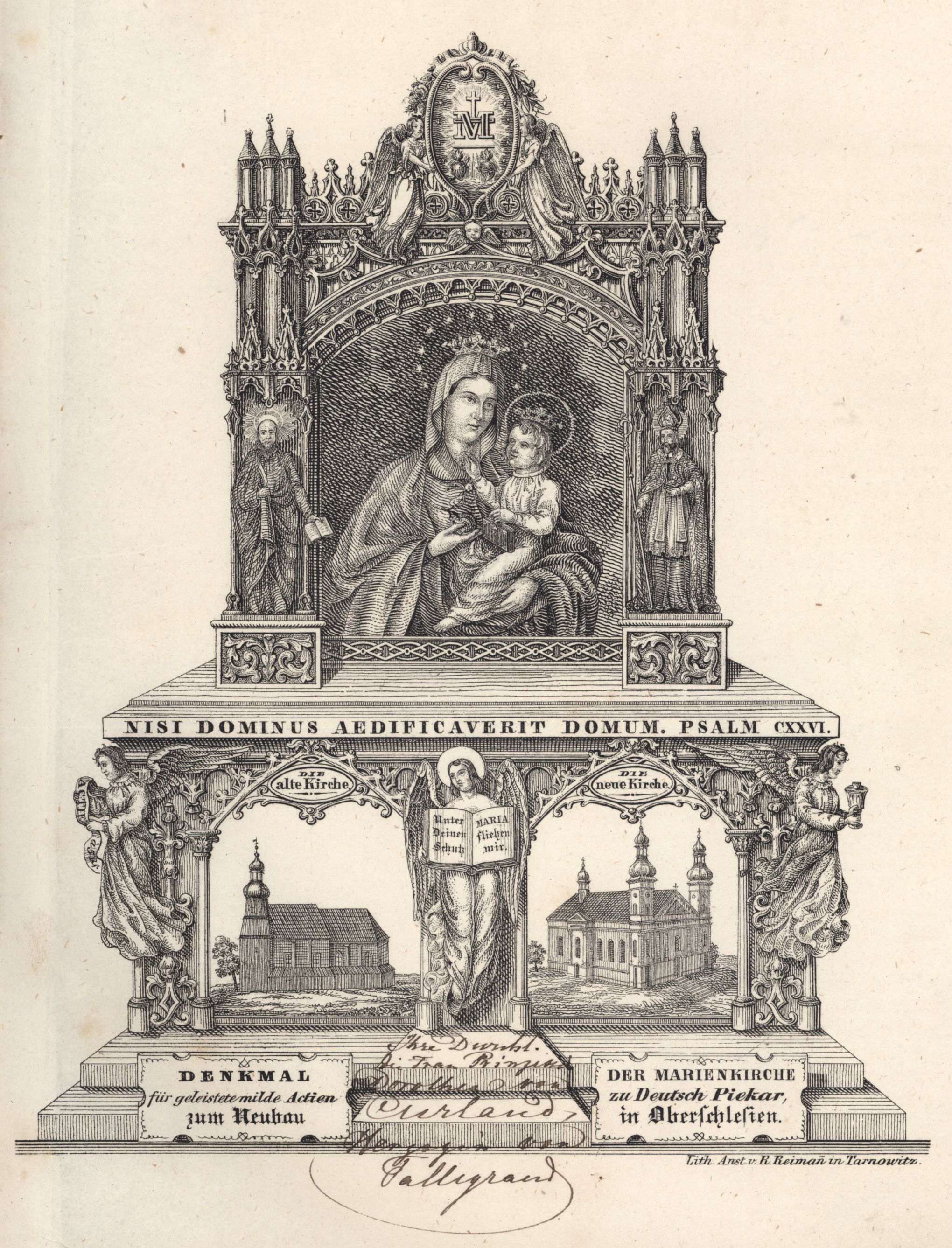
Rycina z wizerunkiem Matki Boskiej Piekarskiej z 1842 r.

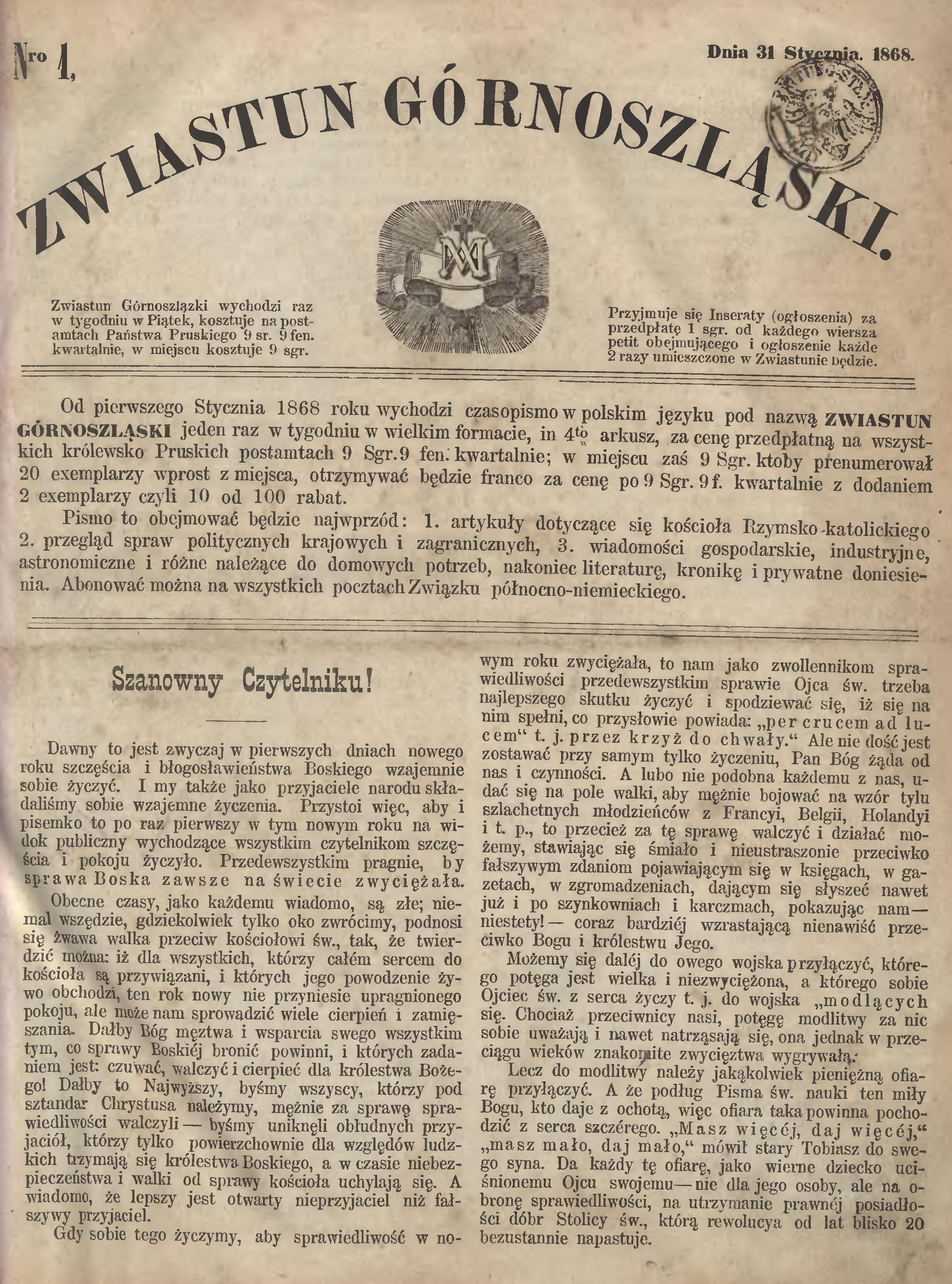
Pierwszy numer Zwiastuna Górnoszląskiego wydanego w Piekarach w 1868 r.

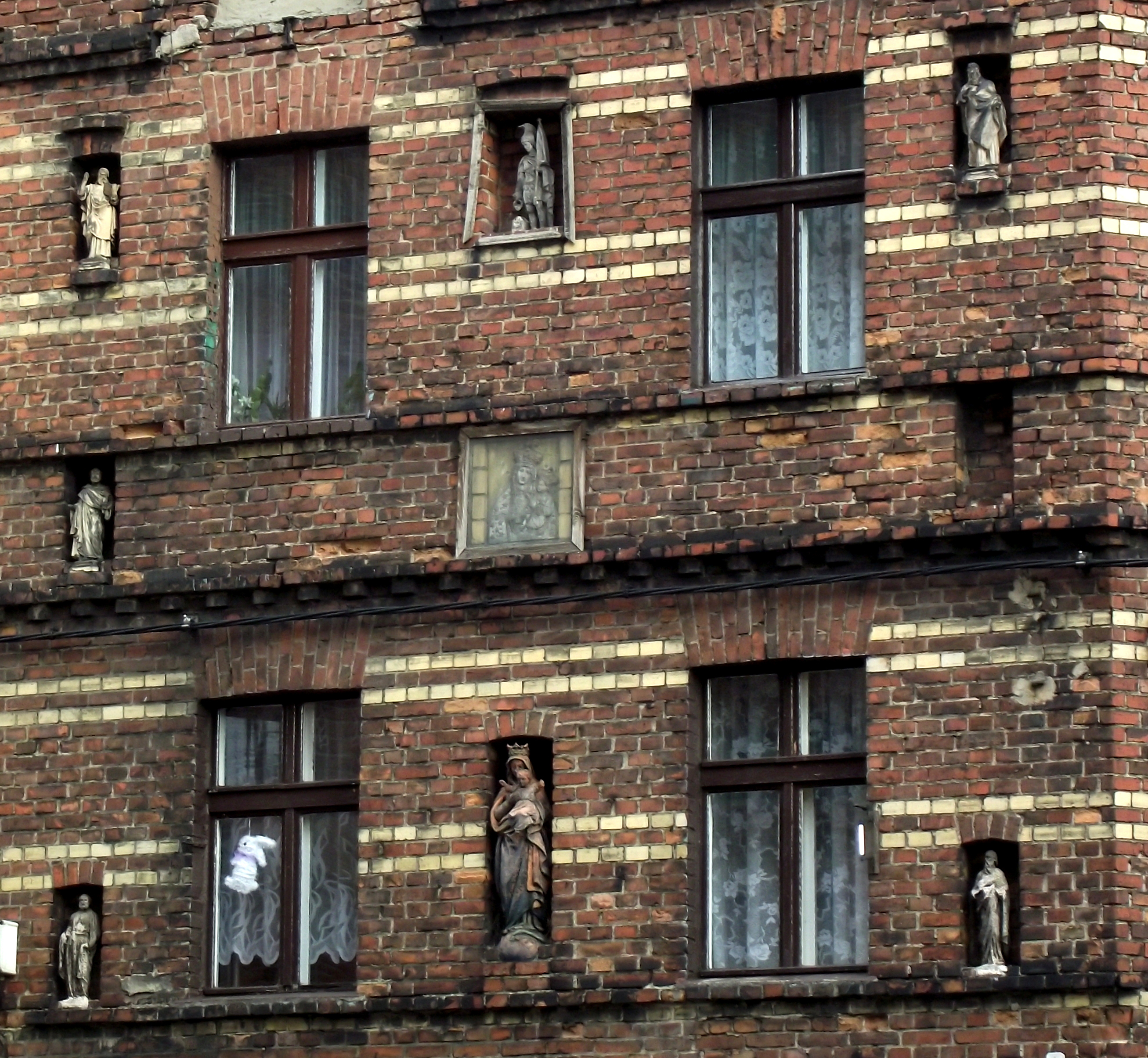
Elewacja budynku z figurkami maryjnymi w Piekarach (ul. Ficka 3)

- 1136 – bulla papieża Innocentego II miejscowość położoną pod Bytomiem o nazwie Zwersow (Zwierzów?), którą niektórzy badacze łączą z dzisiejszymi Piekarami Śląskimi[20]
- 1270 – na terenie dzisiejszych Piekar urodził się Nanker herbu Oksza, późniejszy biskup krakowski i wrocławski, inicjator budowy katedry gotyckiej na Wawelu
- 1277 – powstanie pierwszej parafii rzymskokatolickiej pw. św. Piotra i Pawła w Kamieniu
- 1303 – konsekracja drewnianego kościoła pw. św. Bartłomieja w Piekarach
- 1623 – przekazanie Piekar wraz z ziemią bytomską kupcowi Łazarzowi Henckelowi von Donnersmarckowi
- 1659 – ksiądz Jakub Roczkowski przenosi obraz Matki Boskiej do ołtarza głównego
- 1676 – mieszkańcy Tarnowskich Gór, po ustąpieniu epidemii cholery w tym mieście, składają ślubowanie corocznej pielgrzymki do Piekar
- 1680 – zaraza w czeskiej Pradze; na prośbę cesarza Leopolda I wizerunek Matki Boskiej Piekarskiej (obecnie w Opolu) zostaje przewieziony do stolicy Czech; w drodze powrotnej uroczyste procesje z udziałem obrazu odbywają się w Hradcu Králové i Nysie
- 1683 – król Jan III Sobieski w drodze do Wiednia modli się przed obrazem NMP w Piekarach (obecnie w Opolu)
- 1696 – August II Mocny zaprzysięga w Piekarach pacta conventa i ponawia wyznanie wiary katolickiej
- 1734 – przed cudownym obrazem (tzw. Lekarką) modli się kolejny król Polski – August III, odwiedza on także kopalnie galmanu
- 1847 – Teodor Heneczek zakłada pierwszą polską drukarnię[21]
- 1849 – konsekracja bazyliki pw. NMP i św. Bartłomieja
- 1896 – konsekracja piekarskiej Kalwarii; wydzielenie z terytorium Piekar Niemieckich samodzielnej gminy Szarlej
- 1905 – w miejscowości zawiązało się Towarzystwo Gimnastyczne „Sokół” w Piekarach Śląskich, które liczyło 140 członków[22].
- 1911 – pierwsze wydobycie węgla w kopalni Andaluzja
- 1922 – wkroczenie Wojska Polskiego, Piekary wcielone do Polski
- 1925 – koronacja obrazu Matki Boskiej Piekarskiej
- 1933 – połączenie Brzozowic i Kamienia w Brzozowice-Kamień
- 1934 – połączenie Piekar i Szarleja w gminę Szarlej-Wielkie Piekary
- 1935 – zmiana nazwy gminy Szarlej-Wielkie Piekary na Piekary Śląskie
- 1937 – uroczyste odsłonięcie i poświęcenie Kopca Wyzwolenia
- 1939 – ustawą Sejmu Śląskiego z 10 lipca Piekary Śląskie z dniem 1 stycznia 1940 otrzymały status miasta; ustawa nie została wprowadzona w życie z powodu okupacji niemieckiej
- 1939–1945 – siedziba gminy Scharley-Deutsch Piekar (‘Szarlej-Niemieckie Piekary’)
- 1945–1946 – siedziba gminy Piekary Śląskie
- 1 stycznia 1947 – powołanie organów miasta (w myśl ustawy Sejmu Śląskiego z 10 lipca 1939)
- 1954 – uruchomienie KWK Julian (pierwsza z nowych kopalń węgla uruchomionych w Polsce po II wojnie światowej)
- 27 maja 1975 – reforma administracyjna, w wyniku której powstał obecny kształt miasta (poprzez włączenie miasta Brzeziny Śląskie do miasta Piekary Śląskie)
- 1990 – reaktywacja samorządu terytorialnego, odbywają się wybory do rady miejskiej w wyniku których wybrany zostaje zarząd miasta z prezydentem miasta Andrzejem Żydkiem na czele
- 1994 – nadanie Honorowego Obywatelstwa Miasta Piekary Śląskie Papieżowi Janowi Pawłowi II, który uczestniczył w pielgrzymkach mężczyzn do MB Piekarskiej, gdy był jeszcze biskupem krakowskim
- 1996 – założenie Radia Piekary
- 1999 – reforma administracyjna: Piekary Śląskie miastem na prawach powiatu
- 2005 – zmiana herbu miasta
- 2014 – Peregrynacja obrazu Matki Boskiej Piekarskiej, nadanie MB Piekarskiej patronatu nad miastem Piekary Śląskie
- 2015 – Chwalebne Misterium Męki Pańskiej (pierwsze po 100 latach), 90. rocznica koronacji obrazu Matki Boskiej Piekarskiej, po raz pierwszy w historii, przez miasto przejechał peleton Tour de Pologne

## Zabytki

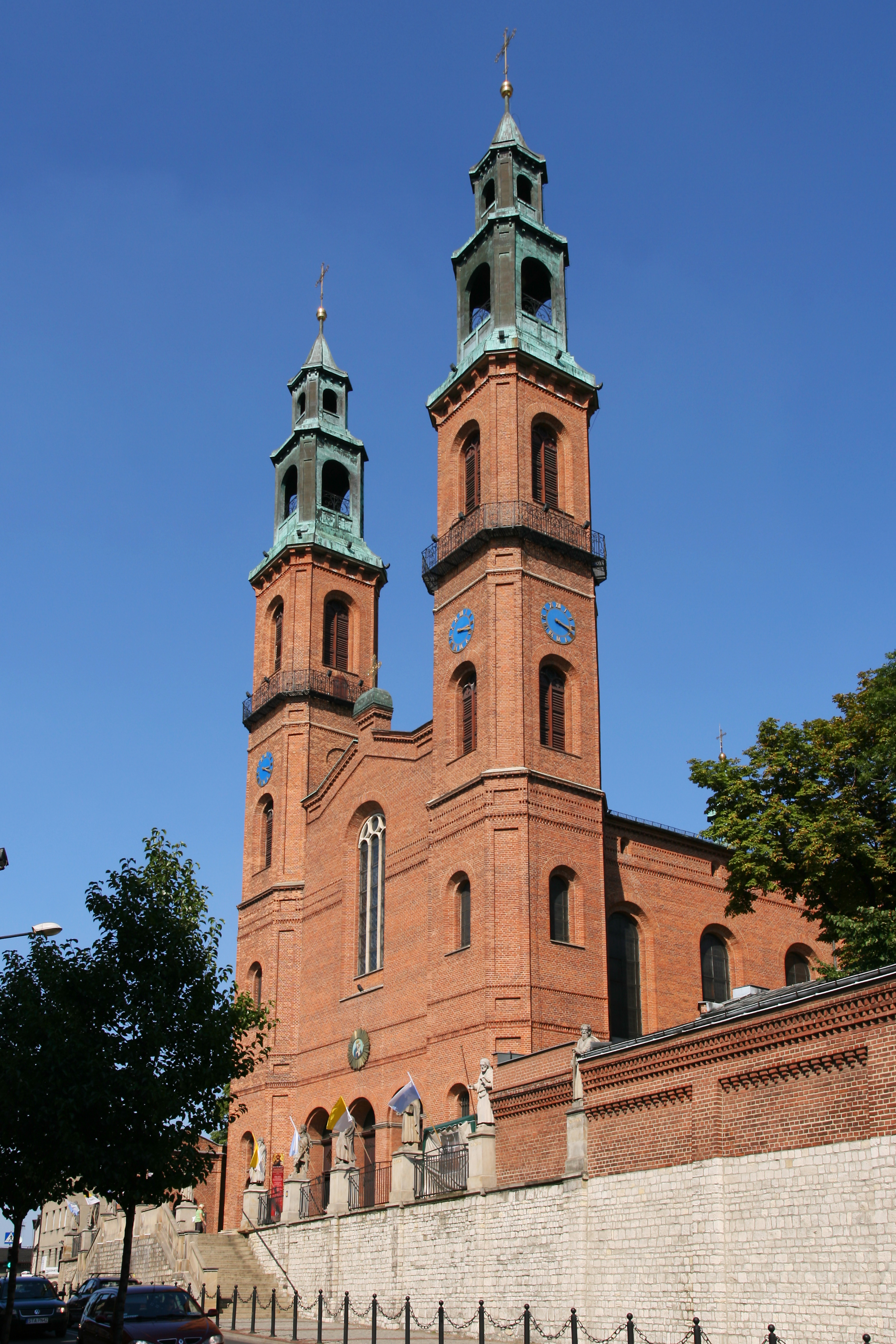
Bazylika NMP i św. Bartłomieja w Piekarach

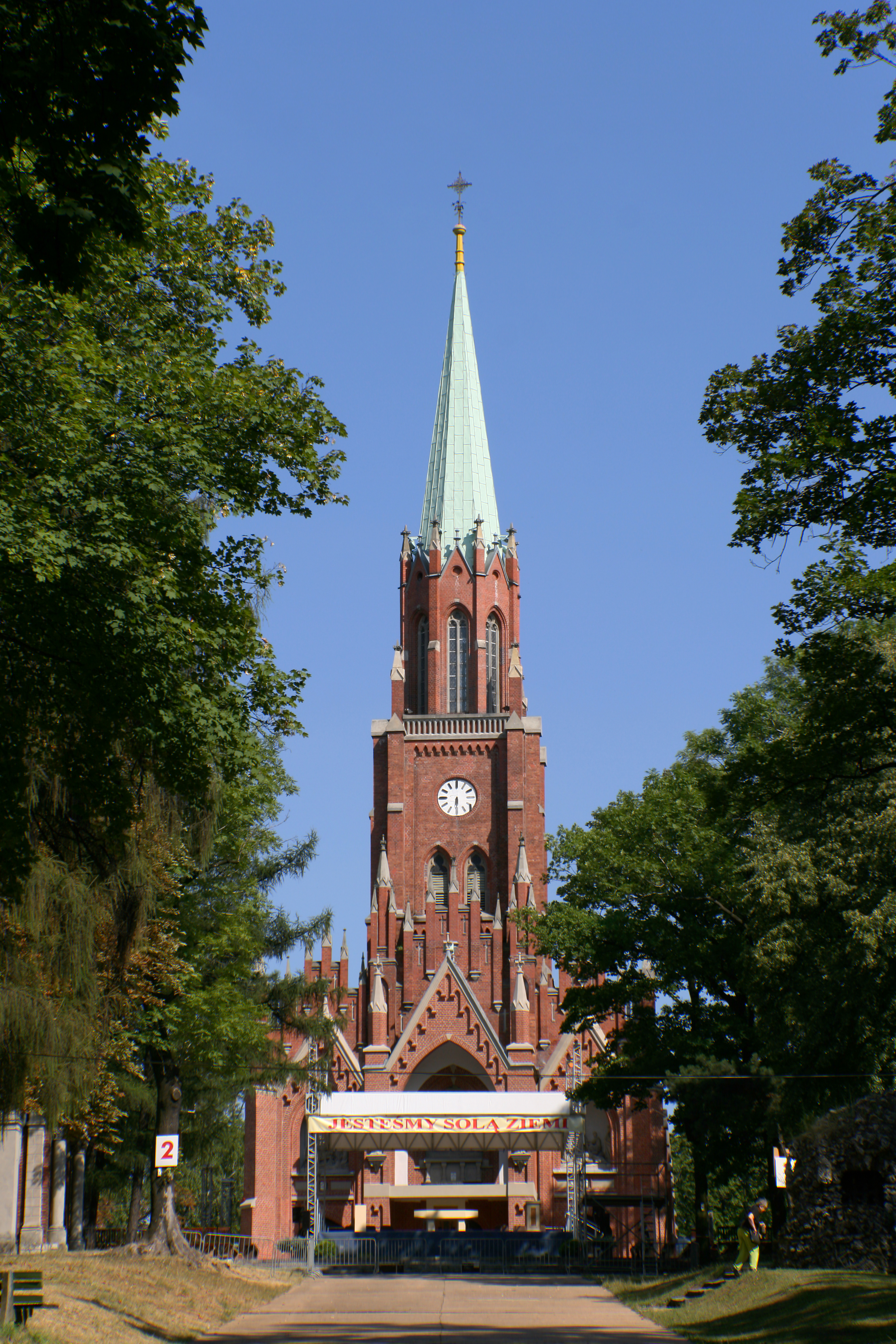
Kościół Zmartwychwstania na Kalwarii Piekarskiej

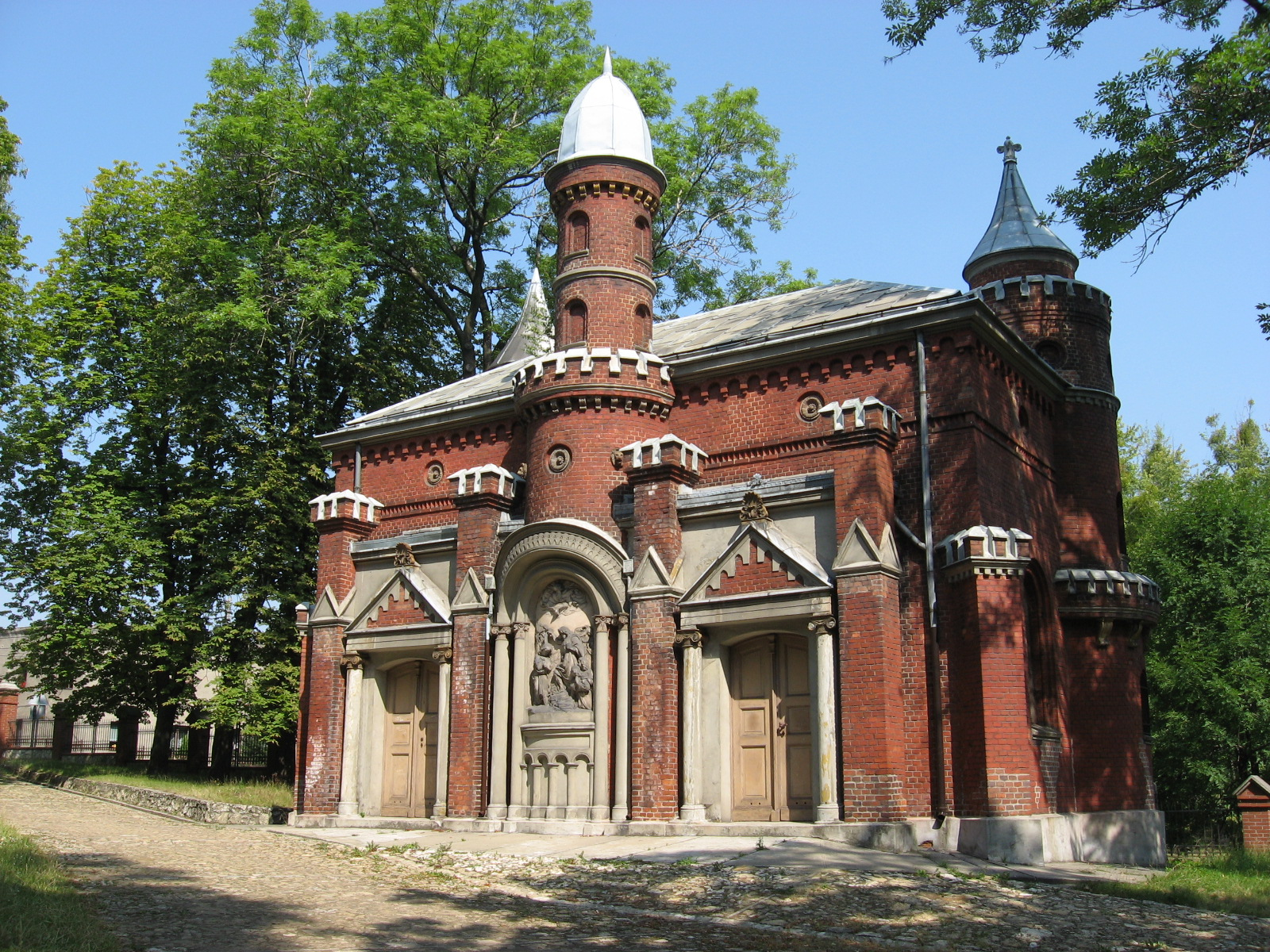
Pałac Heroda – jedna z kaplic Kalwarii Piekarskiej

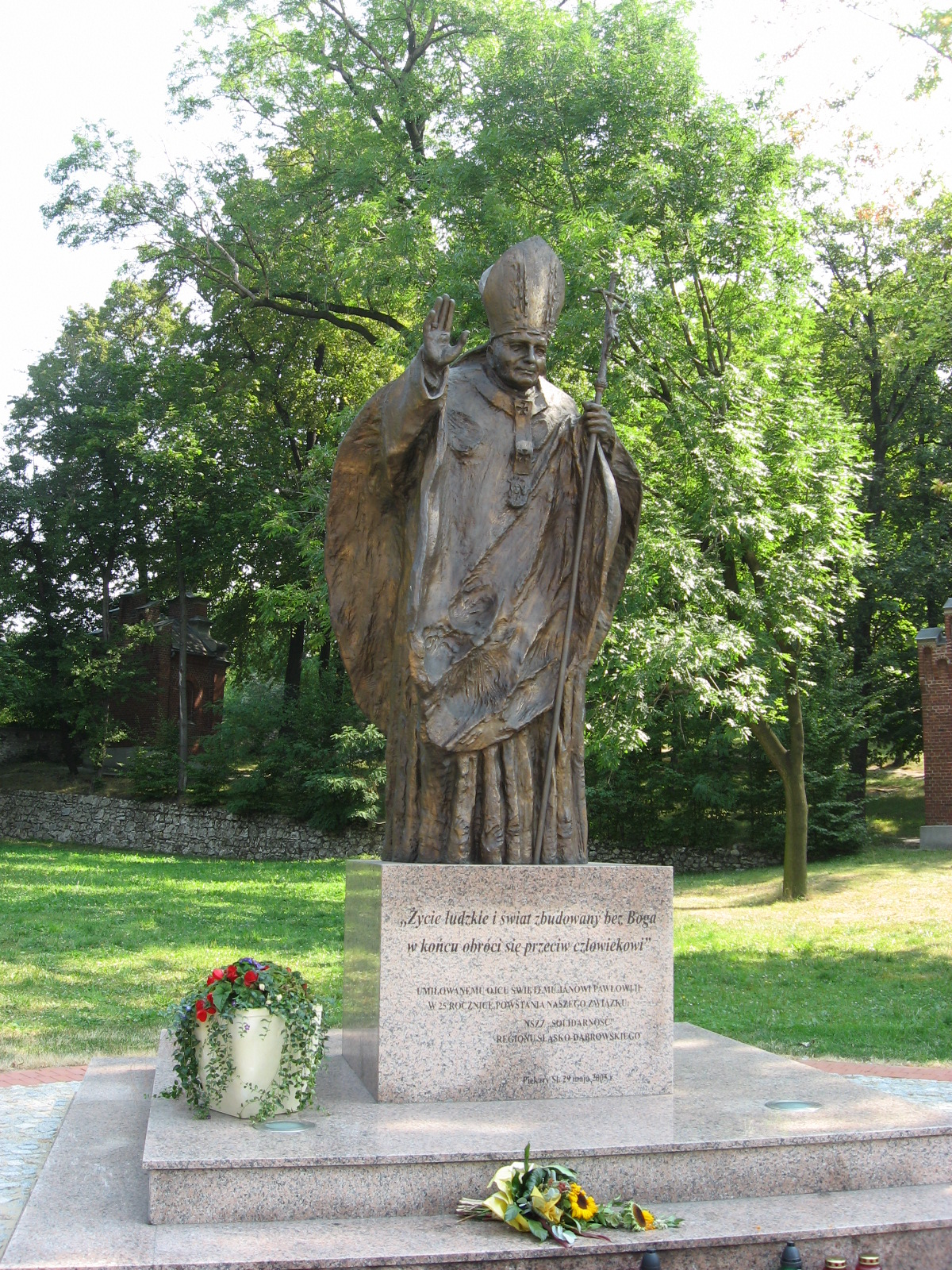
Pomnik papieża Jana Pawła II na Kalwarii Piekarskiej

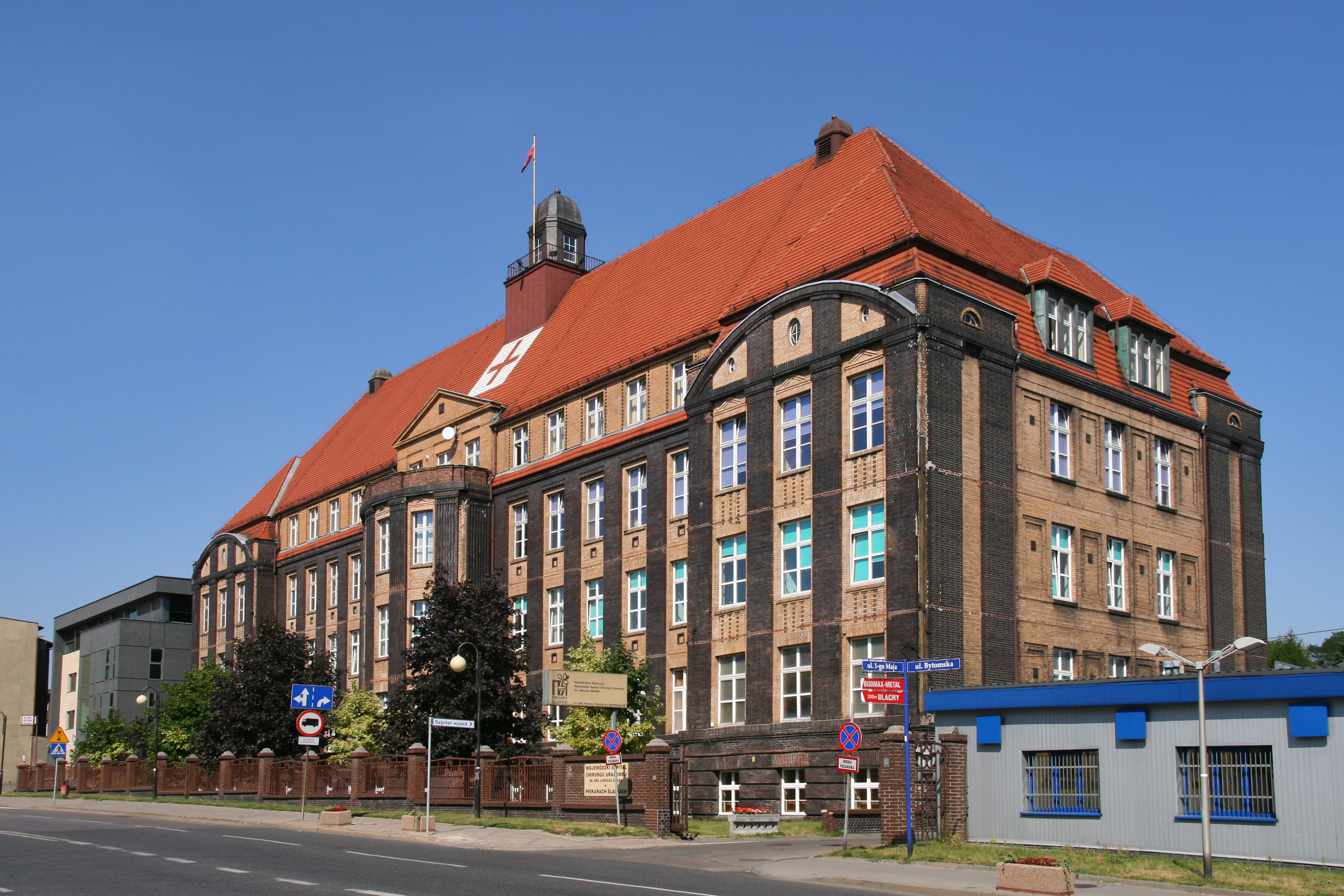
Wojewódzki Szpital Chirurgii Urazowej w Szarleju

### Obiekty sakralne
- Bazylika Najświętszej Marii Panny i św. Bartłomieja w Piekarach
  - wizytówka Piekar Śląskich, wznoszono ją w latach 1841–1846 z inicjatywy księdza Jana Nepomucena Ficka, konsekrowana w roku 1849. Znajduje się tu obraz Matki Boskiej Sprawiedliwości i Miłości Społecznej, do którego co roku pielgrzymuje kilkaset tysięcy pątników, Matka Boska Piekarska jest patronką ludzi pracy na terenach wschodniego Górnego Śląska
- Kalwaria Piekarska
  - mieści się na wzgórzu Cerkwica, wzniesiona w drugiej połowie XIX wieku, składają się na nią kaplice pasyjne tworzące tzw. Drogę Pojmania oraz Drogę Krzyżową, kilka kaplic dodatkowych, niezwiązanych z programem pasyjnym (np. kaplica św. Szczepana, kaplica Znalezienia Krzyża, czyli św. Heleny, Grób Matki Boskiej) oraz 15 kapliczek różańcowych, które przylegają do muru okalającego założenie; w centrum kalwarii, na szczycie wzgórza stoi neogotycki kościół pod wezwaniem Zmartwychwstania Pańskiego, na którego fasadzie umieszczone są stacje XI, XII i XIII Drogi Krzyżowej[23].
- Kościół Najświętszego Serca Pana Jezusa (Brzeziny Śląskie) 
  - kościół parafialny według projektu Ludwika Schneidera, pochodzi z 1915 roku, całość nie posiada jednolitego stylu architektonicznego, przeważa styl mieszany, neogotycko-neoromański
- Kościół Matki Bożej Wspomożenia Wiernych (Dąbrówka Wielka)
  - kościół parafialny według projektu Ludwika Schneidera, został przebudowany z kaplicy w latach 1902–1904, styl neoromański
- Kościół Świętych Apostołów Piotra i Pawła (Kamień)
  - parafia św. Piotra i Pawła jest najstarszą parafią wiejską w woj. śląskim, erygowana została 4 października 1277 na mocy dekretu biskupa Pawła z Przemankowa, na jej terenie urodził się późniejszy biskup krakowski i wrocławski Nanker, obecny kościół zbudowany w 1899 w stylu neogotyckim, według projektu Ludwika Schneidera
- Kościół Trójcy Przenajświętszej (Szarlej)
  - budowany w latach 1929–1933 według projektu architekta Zygmunta Gawlika (projektanta archikatedry Chrystusa Króla w Katowicach), wystrój wnętrza sporządził artysta plastyk Maciej Bieniasz
- Kościół Matki Bożej Nieustającej Pomocy (Kozłowa Góra)
  - budowany w latach 1936–1937 według projektu architekta Affa z Katowic
- Kaplica Matki Bożej Nieustającej Pomocy w Kozłowej Górze (1907)
- Kaplica Maria Hilf w Szarleju (1905)
- Kaplica św. Antoniego w Dołkach (1930)
- Kaplica Studzienka (1862, przebudowana 1930)

Zobacz też: Sanktuarium Matki Sprawiedliwości i Miłości Społecznej w Piekarach Śląskich oraz Dekanat Piekary Śląskie

### Pomniki i miejsca pamięci narodowej
- Kopiec Wyzwolenia w Piekarach
  - miał być symbolem walki o polskość i przypominać przyszłym mieszkańcom bohaterskich powstańców. W ten sposób uczczono również przypadającą w 1932 roku 250. rocznicę przejazdu przez Piekary króla Jana III Sobieskiego spieszącego z wojskami polskimi pod Wiedeń
- Park Trzech Bohaterów w Brzozowicach
  - znajduje się w nim pomnik ku czci poległych w latach 1939–1945 i tablica na miejscu stracenia J. Hadasia, H. Hatki i T. Tomy
- Park Wolności w Piekarach, przy ul. Bytomskiej
  - znajduje się w nim pomnik poległych w latach 1939–1945 i upamiętnienia 1000-lecia Państwa Polskiego
- Pomnik Papieża Jana Pawła II w Piekarach
  - poświęcony został w czasie 58. pielgrzymki mężczyzn i młodzieńców – 29.05.2005 przez kardynała Franciszka Macharskiego, autorem pomnika jest prof. Zygmunt Brachmański. Jest to pierwszy pomnik Jana Pawła II w archidiecezji katowickiej, stoi on przy głównym wejściu na Kalwarię Piekarską, „witając pielgrzymów”

### Inne

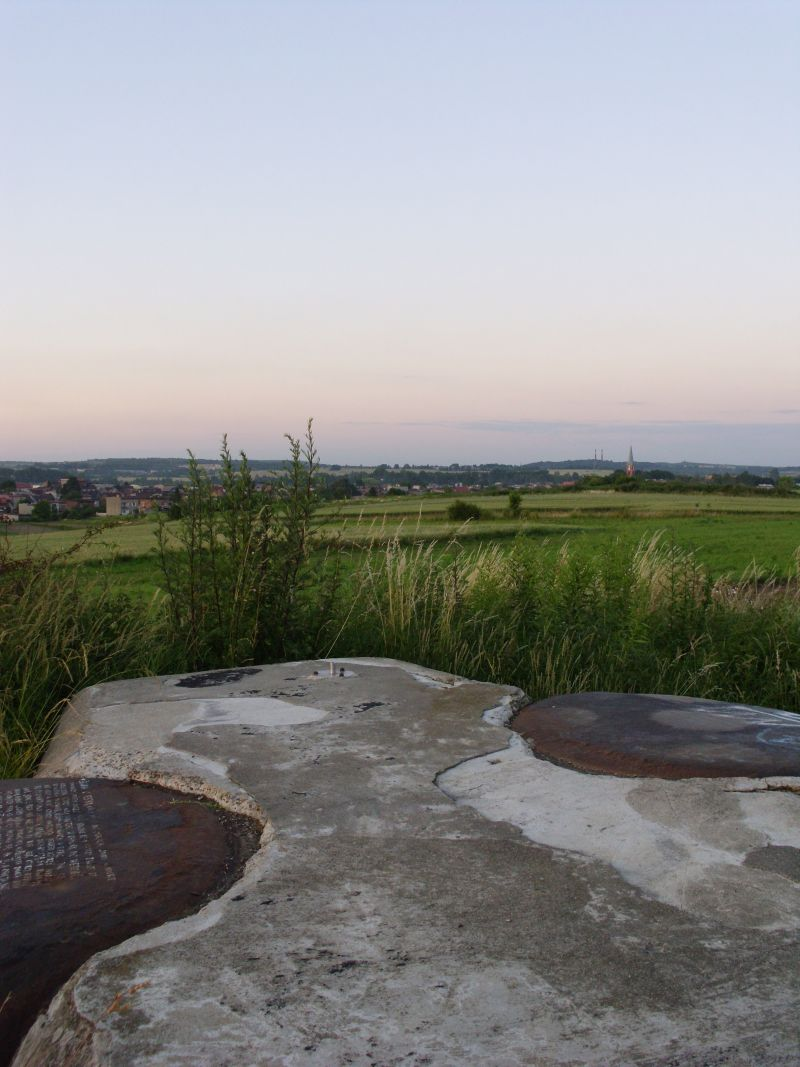
Nietypowy schron bojowy z dwiema półkopułami w Dąbrówce Wielkiej – jedyny taki obiekt na Obszarze Warownym „Śląsk”

- Wojewódzki Szpital Chirurgii Urazowej
  - dawny Zespół Szpitala Spółki Brackiej w Szarleju, wzniesiony w latach 1916–1924, mający leczyć urazy powypadkowe, głównie ludzi pracujących w górnictwie, obecnie jest to jedna z lepszych w kraju placówek specjalizujących się w leczeniu schorzeń i urazów narządów ruchu, według Rankingu Szpitali 2008 „Rzeczpospolitej” placówka zajmuje 2. miejsce w zestawieniu szpitali publicznych: monospecjalistycznych bez onkologicznych[24].
- Fortyfikacje Obszaru Warownego „Śląsk”[25]
  - punkt oporu wzg. 298 „Kamień” (3 ciężkie schrony bojowe, 2 schrony pozorne, Dom „Strzelca”, komora kabli telefonicznych)
  - grupa bojowa „Brzeziny” (ciężki schron bojowy, 3 lekkie schrony bojowe, 2 schrony pozorno-bojowe, 2 schrony „plebiscytowe”)
  - punkt oporu wzg. 304,7 „Dąbrówka” (północne skrzydło – tradytor artyleryjski, 8 ciężkich schronów bojowych, 2 schrony amunicyjne, 2 schrony pozorne, 2 schrony przykoszarowe)
  - Schron bojowy zamaskowany w budynku cywilnym (Dom „Strzelca”)
    - mieści się w Kamieniu przy ulicy Długosza 84 w dawnym domu Organizacji „Strzelec”, cały budynek, wraz z częścią forteczną, wybudowano w 1938; schron bojowy umieszczono w północno-zachodnim narożniku budynku, obiekt jest jednoizbowy, z dwoma wejściami, wyjściem ewakuacyjnym i dwoma strzelnicami, zadaniem obiektu było wspieranie sąsiednich schronów i zamknięcie ogniem broni ręcznej i maszynowej wyjścia z ulic prowadzących do Kamienia od strony zachodniej; odkryty w 2001, prace remontowe rozpoczęto w 2005, obecnie udostępniony do zwiedzania
- Dawny ratusz Brzezin Śląskich (1892)
- Urząd Miasta (dawna szkoła w Szarleju, koniec XIX w.)
- Zabudowania folwarku von Donnersmarcków w Piekarach: spichlerz (1798), stodoły, stajnie, kuźnia, budynki mieszkalne służby
- Modernistyczny budynek I Liceum Ogólnokształcącego im. Króla Jana III Sobieskiego przy ul. Gimnazjalnej 24 (w Szarleju, 1932) zaprojektowany przez Karola Schayera
- Zabytki przemysłu i techniki m.in. dawne szyby kopalni „Nowa Helena”[potrzebny przypis], zabudowania KGH „Orzeł Biały” i huty „Krystyn”, zabudowania kopalni „Rozalia”.

Również wiele kamienic, domów, chat, budynków dawnych szkół ludowych.

## Wspólnoty religijne

### Kościół rzymskokatolicki
Miasto jest znanym od XVII wieku ośrodkiem pielgrzymkowym oraz jednym z głównych w Polsce ośrodków kultu maryjnego, związanego z obrazem Matki Boskiej Piekarskiej. Piekary uznawane są przez wielu za duchową stolicę Górnego Śląska. Corocznie w maju i sierpniu odbywają się pielgrzymki stanowe do sanktuarium Matki Sprawiedliwości i Miłości Społecznej w Piekarach Śląskich, gromadzące tysiące pątników na Wzgórzu Kalwaryjskim.
Na terenie Piekar Śląskich istnieją następujące parafie:
- Parafia Najświętszego Serca Pana Jezusa w Brzezinach Śląskich
- Parafia Imienia Najświętszej Marii Panny i św. Bartłomieja w Piekarach Śląskich
- Parafia Matki Bożej Wspomożenia Wiernych w Dąbrówce Wielkiej
- Parafia św. Józefa w Józefce
- Parafia św. ap. Piotra i Pawła w Kamieniu
- Parafia Matki Bożej Nieustającej Pomocy w Kozłowej Górze
- Parafia Świętej Rodziny na Osiedlu Wieczorka
- Parafia Trójcy Przenajświętszej w Szarleju

Parafie te należą do archidiecezji katowickiej oraz dekanatu Piekary Śląskie.

### Protestantyzm
- Kościół Boży w Chrystusie – placówka w Piekarach Śląskich[28]

### Inne
Do II wojny światowej w Szarleju znajdował się dom modlitw wyznawców judaizmu. Mieścił się on na ostatnim piętrze kamienicy położonej obecnie przy ul. 1 Maja 3.
W latach 1983–1990 w Piekarach Śląskich funkcjonowała kaplica Kościoła Starokatolickiego Mariawitów, będąca częścią parafii Miłosierdzia Bożego w Bytomiu.
Ponadto w Piekarach Śląskich działalność kaznodziejską prowadzą trzy zbory Świadków Jehowy (Piekary–Północ, Piekary–Centrum i Piekary–Południe) korzystające z Sal Królestwa w Bytomiu i w Dobieszowicach.

## Górnictwo i hutnictwo
Piekary Śląskie to miasto o bogatych tradycjach górniczych i hutniczych. Eksploatowano tu pokłady rud cynku (galmanu) i ołowiu oraz węgla kamiennego. Na terenie Piekar udokumentowaną działalność górniczą rozpoczęto na początku XVIII wieku, jednak już wcześniej prowadzono tu na mniejszą skalę wydobycie różnych surowców. W 1704 roku wrocławski kupiec Jerzy Giesche założył dwie kopalnie galmanu „Jerzy” i „Bernard”. Od tej pory na terenie Piekar Śląskich do wybuchu II wojny światowej powstało 8 kopalń galmanu, 3 huty cynku, 2 huty cynku i ołowiu oraz 2 kopalnie węgla kamiennego założone przez Spółkę Giesche bądź ród Donnersmarcków. W 1954 roku powstała Kopalnia Węgla Kamiennego Julian.

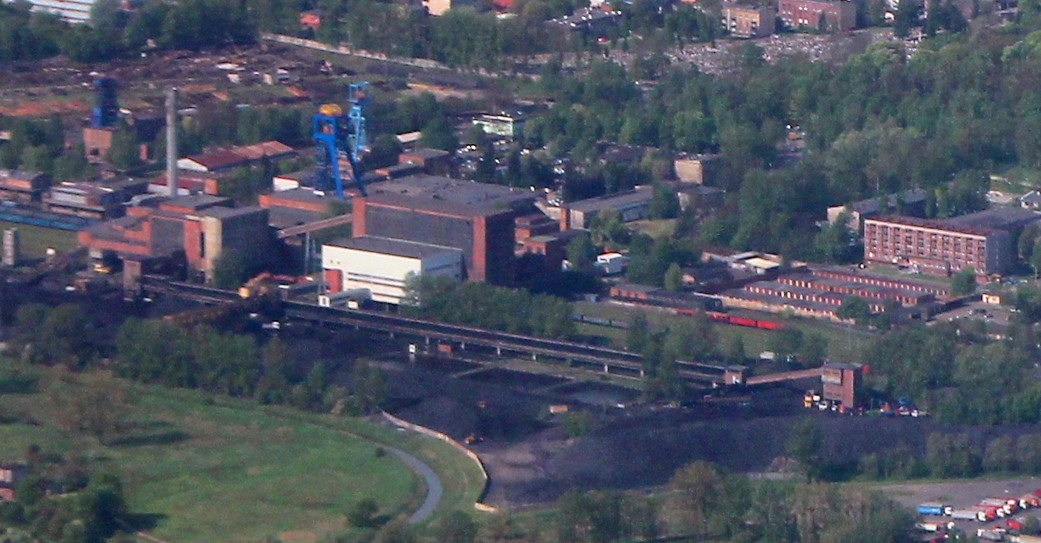
Kopalnia Węgla Kamiennego „Julian” w Piekarach

Obecnie w mieście znajduje się Kopalnia Węgla Kamiennego Piekary, wchodząca w skład Węglokoksu. Połączona z Kopalnią Węgla Kamiennego Bobrek tworzy jeden zakład dwuruchowy – Kopalnię Węgla Kamiennego Bobrek-Piekary. Kopalnia ta jest w trakcie likwidacji.
| Kopalnie i huty w Piekarach Śląskich | Kopalnie i huty w Piekarach Śląskich | Kopalnie i huty w Piekarach Śląskich | Kopalnie i huty w Piekarach Śląskich | Kopalnie i huty w Piekarach Śląskich |
| Nieistniejące                        | Nieistniejące                        | Nieistniejące                        | Nieistniejące                        | Nieistniejące                        |
| Nazwa                                | Surowiec                             | Data powstania                       | Dzielnica                            | Założyciel                           |
| ------------------------------------ | ------------------------------------ | ------------------------------------ | ------------------------------------ | ------------------------------------ |
|                                      |                                      |                                      |                                      |                                      |
| Brzozowice                           | galman                               | 1857                                 | Brzozowice                           | Spółka Giesche                       |
| Cecylia                              | galman                               | 1857                                 | Brzozowice                           | Donnersmarckowie                     |
| Rozalia                              | galman                               | XIX w.                               | Dąbrówka Wielka                      |                                      |
| Jerzy                                | galman                               | 1704                                 | Szarlej                              | Jerzy Giesche                        |
| Bernard                              | galman                               | 1704                                 | Szarlej                              | Jerzy Giesche                        |
| Otto                                 | galman                               | koniec XVIII wieku                   | Szarlej                              | Spółka Giesche                       |
| Wilhelmine                           | galman                               | początek XIX wieku                   | Szarlej                              | Spółka Giesche                       |
| Scharley                             | galman                               | początek XIX wieku                   | Szarlej                              | Spółka Giesche                       |
| Andaluzja                            | węgiel kamienny                      | 1908–1911                            | Kamień                               | Donnersmarckowie                     |
| Carlsglück                           | węgiel kamienny                      | 1825                                 | Kozłowa Góra                         | Donnersmarckowie                     |
| Julian                               | węgiel kamienny                      | 1954                                 | Centrum                              |                                      |
| Concordia                            | cynk                                 | początek XIX wieku                   | Szarlej                              | Donnersmarckowie                     |
| Zygmunt                              | cynk                                 | początek XIX wieku                   | Szarlej                              | Donnersmarckowie                     |
| Nowa Helena                          | cynk                                 | połowa XIX wieku                     | Szarlej                              | Spółka Giesche                       |
| Samuelglück                          | cynk i ołów                          | 1855                                 | Brzeziny Śląskie                     |                                      |
| Blei Scharley                        | cynk i ołów                          | 1855                                 | Brzeziny Śląskie                     | Spółka Giesche                       |
| Zakład Górniczy „Piekary”            | węgiel kamienny                      | 1999                                 | Szarlej                              | Kompania Węglowa S.A.                |
| Istniejące                           |                                      |                                      |                                      |                                      |
| Nazwa                                | Surowiec                             | Data powstania                       | Właściciel                           | Właściciel                           |
|                                      |                                      |                                      |                                      |                                      |
| KWK Piekary                          | węgiel kamienny                      | 2015                                 | Węglokoks Kraj                       | Węglokoks Kraj                       |

## Życie kulturalne miasta

### Imprezy kulturalne
Każdego roku w życie kulturalne miasta i jego mieszkańców włączają się liczne festiwale, koncerty i inne wydarzenia organizowane przez władze miasta lub różne instytucje. Są to m.in.:
- Dni Miasta Piekary Śląskie
- Piekarskie Wieczory Bluesowe
- Festiwal Pieśni Maryjnej „Magnificat”
- Piekarskie Sympozja Naukowe
- Festiwal Integracyjny „Skrzydła”
- Festiwal „Dla Jezusa”
- Muzyczne Niedziele
- Oktoberfest po naszymu
- Kabareton

### Instytucje kulturalne

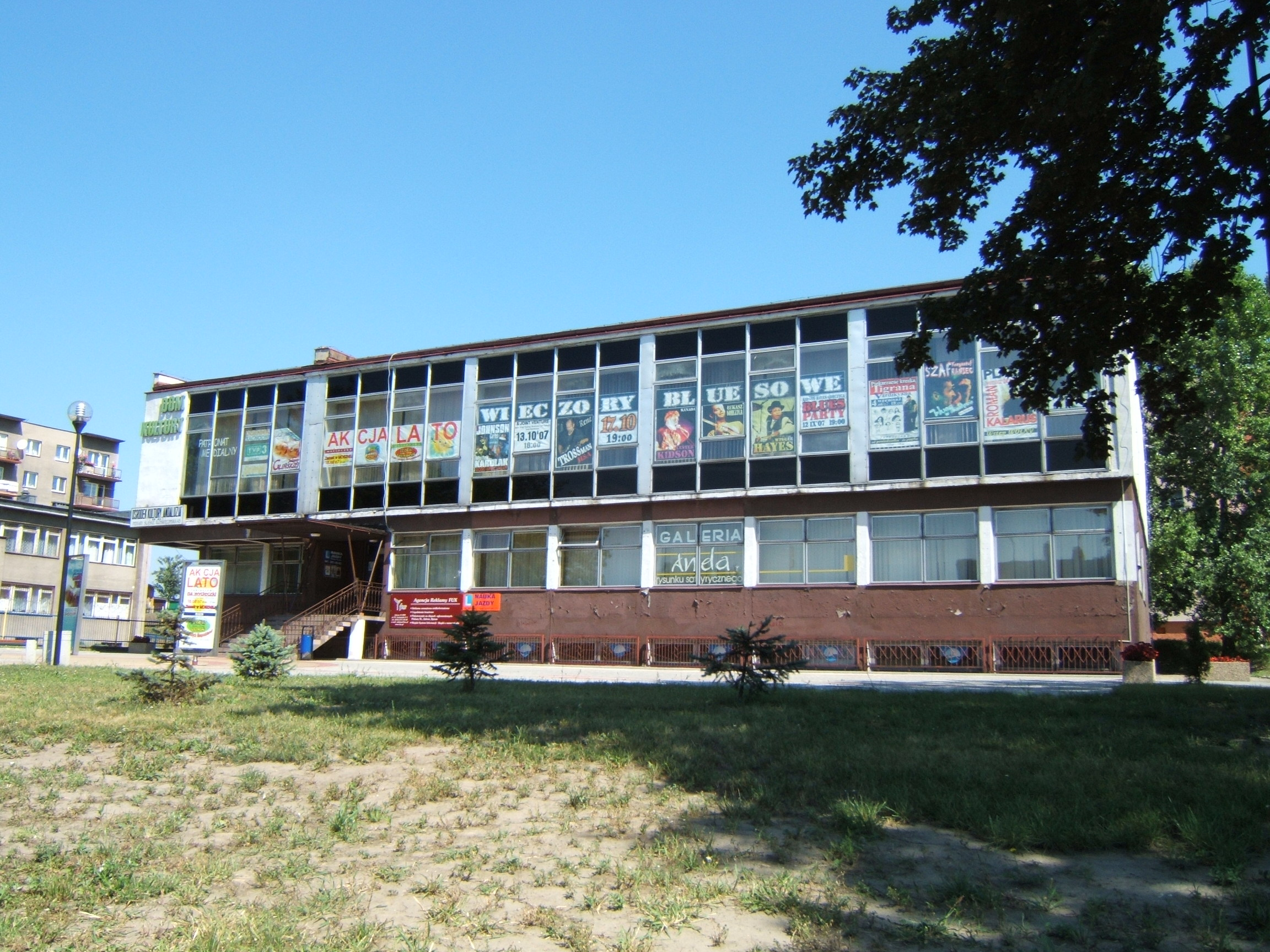
Ośrodek Kultury „Andaluzja” w Kamieniu

W Piekarach Śląskich działa wiele placówek kulturalnych, takich jak:
- Miejski Dom Kultury – zajmuje się rozwojem kulturalnym mieszkańców miasta; organizacją imprez artystycznych, koncertów i spektakli oraz animacją zajęć i warsztatów dla dzieci i młodzieży. Ponadto w MDK-u działają sekcje skupiające sympatyków różnych dziedzin zainteresowań. Główna siedziba Miejskiego Domu Kultury, a zarazem Radia Piekary mieści się przy ul. Bytomskiej 73.
  - Filia Miejskiego Domu Kultury w Kozłowej Górze
  - Dzielnicowy Dom Kultury Brzeziny Śląskie
  - Dzielnicowy Dom Kultury Dąbrówka Wielka
  - Młodzieżowy Dom Kultury nr 1
  - Młodzieżowy Dom Kultury nr 2
  - Spółdzielczy Dom Kultury
- Ośrodek Kultury Andaluzja w Brzozowicach-Kamieniu – organizuje on cieszące się dużym zainteresowaniem „Piekarskie Wieczory Bluesowe” na które przyjeżdżają goście z całego świata. W Ośrodku Kultury „Andaluzja” organizowane są koncerty, festiwale oraz wernisaże i wystawy.
- Miejska Biblioteka Publiczna im. Teodora Heneczka – oferuje swoim czytelnikom bogate zbiory literatury pięknej, popularnonaukowej i specjalistycznej. W swej ofercie Miejska Biblioteka Publiczna ma także szereg propozycji wystawienniczych w Galeriach Sztuki Współczesnej i Izbie Regionalnej, która corocznie organizuje kilkadziesiąt wystaw z zakresu malarstwa, rzeźby, grafiki, rysunku i rękodzieła artystycznego[30]. Oprócz siedziby głównej przy ul. Kalwaryjskiej 62d, w mieście istnieje osiem filii Miejskiej Biblioteki Publicznej.

### Media
Media działające na terenie Piekar Śląskich:
- Radio Piekary (88,7 FM) – regionalna rozgłośnia radiowa założona w 1996 roku nadająca audycje głównie w gwarze górnośląskiej. Stacja zajmuje drugie miejsce w konkursie na najczęściej słuchaną rozgłośnię w aglomeracji górnośląskiej[31].
- Przegląd Piekarski – bezpłatny dwutygodnik lokalny wydawany na terenie Piekar Śląskich. Znajdują się w nim bieżące informacje z miasta i wschodniego Górnego Śląska.
- Piekary TV – oficjalna piekarska telewizja internetowa. Na jej stronie znajdują się materiały telewizyjne, relacjonujące ważne miejskie wydarzenia, imprezy oraz materiały związane z szeroko rozumianą działalnością gminy[32].
- PAGFilm – Piekarska Amatorska Grupa Filmowa – amatorska piekarska telewizja internetowa. Na jej stronie znajdują się filmy dotyczące miasta oraz ważnych wydarzeń na jego terenie.

## Edukacja

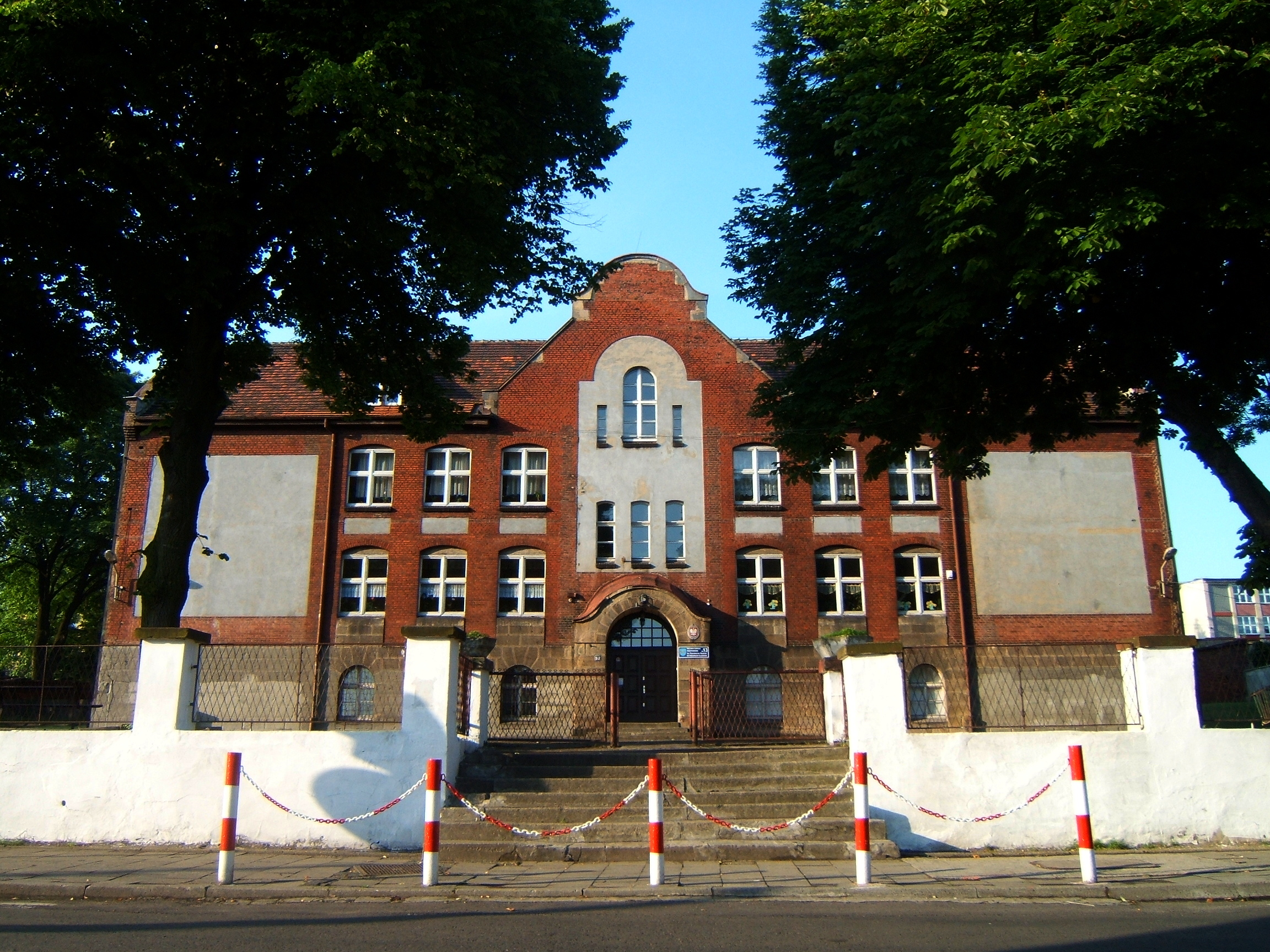
Miejska Szkoła Podstawowa nr 13 (w Kamieniu, stary budynek)

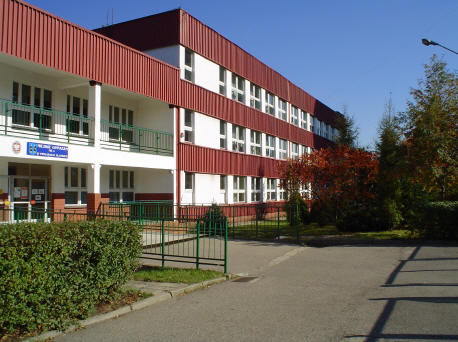
Miejska Szkoła Podstawowa nr 13 (w Kamieniu, nowy budynek)

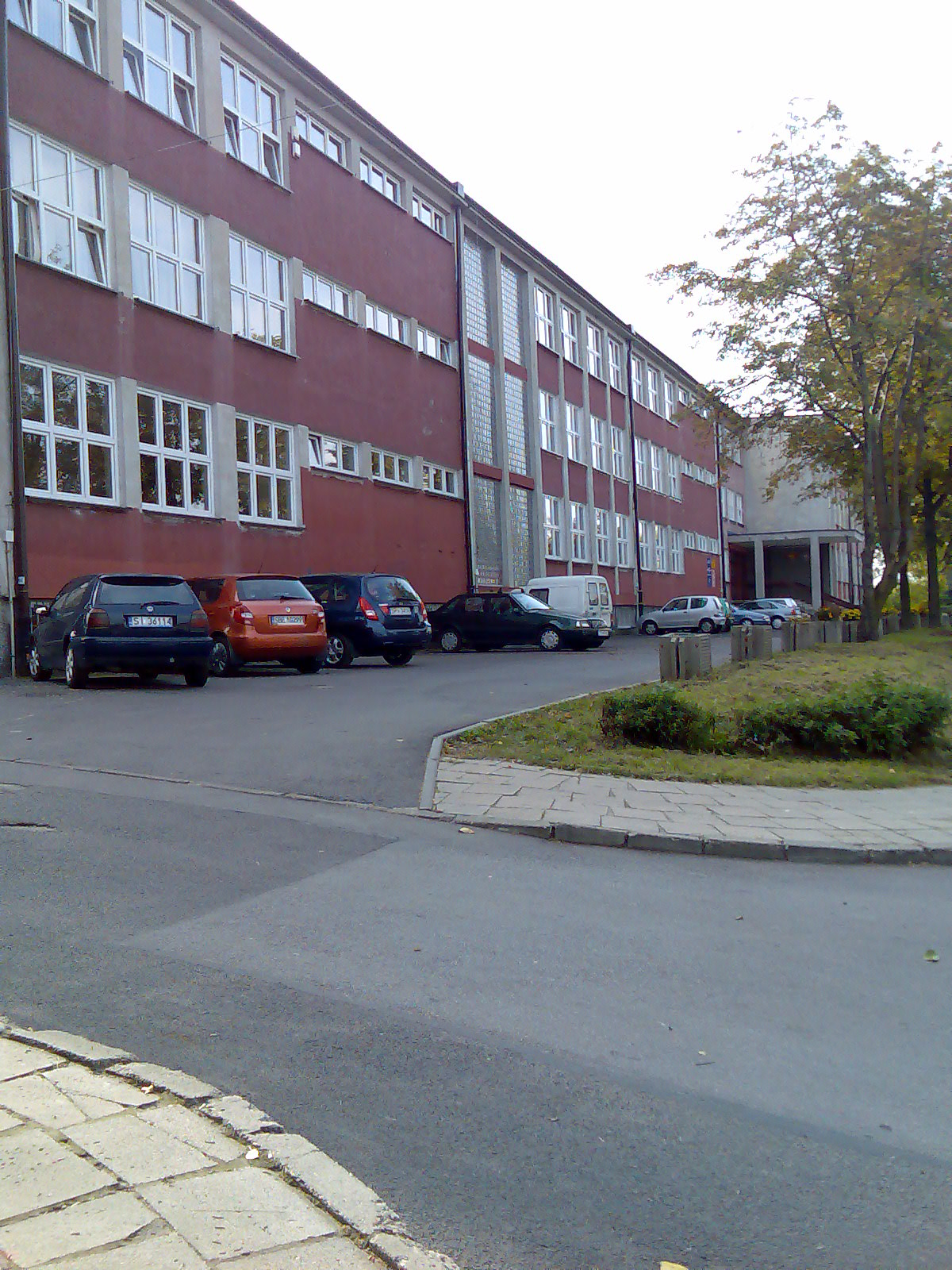
Zespół Szkół nr 1 (w Kamieniu)

W mieście istnieje 12 szkół podstawowych, 3 szkoły ponadpodstawowe oraz 15 przedszkoli.
Szkoły podstawowe
- Miejska Szkoła Podstawowa nr 1
- Miejska Szkoła Podstawowa nr 2[33]
- Miejska Szkoła Podstawowa nr 5 im. Wawrzyńca Hajdy
- Miejska Szkoła Podstawowa nr 9 im. Gustawa Morcinka
- Miejska Szkoła Podstawowa nr 11
- Miejska Szkoła Podstawowa nr 12 im. Jana Demarczyka
- Miejska Szkoła Podstawowa nr 13 im. Powstańców Śląskich
- Miejska Szkoła Podstawowa nr 14
- Miejska Szkoła Podstawowa nr 15 im. Powstańców Śląskich
- Zespół Szkolno-Przedszkolny nr 1
- Zespół Szkolno-Przedszkolny nr 2
- Katolicka Szkoła Podstawowa SRK Archidiecezji katowickiej

Szkoły ponadpodstawowe
- Akademicki Zespół Szkół: I Liceum Ogólnokształcące im. Króla Jana III Sobieskiego.
- Zespół Szkół nr 1:
  - II Liceum Ogólnokształcące
  - Technikum nr 1 im. Jacka Karpińskiego
- Zespół Szkół Techniczno-Zawodowych: Technikum nr 2, Branżowa Szkoła I Stopnia im. Stanisława Ligonia[34]

Szkoły wyższe
- Zamiejscowy Ośrodek Dydaktyczny Górnośląskiej Wyższej Szkoły Handlowej[35].
  - studia niestacjonarne na kierunkach: informatyka, stosunki międzynarodowe, pedagogika, finanse i rachunkowość, zarządzanie
- Piekarski Uniwersytet Trzeciego Wieku

Inne placówki
- 15 przedszkoli miejskich
- Zespół Szkół Specjalnych
  - Miejska Szkoła Podstawowa Specjalna z włączonymi oddziałami Miejskiego Gimnazjum Specjalnego
  - Szkoła Przysposabiająca do Pracy
- Piekarskie Warsztaty Terapii Zajęciowej
- Społeczne Ognisko Muzyczne im. Stanisława Moniuszki
- Młodzieżowy Dom Kultury nr 1
- Młodzieżowy Dom Kultury nr 2

Szkoły rozwiązane
- Zespół Szkół nr 2 im. Janusza Korczaka – szkoła rozwiązana z dniem 31 sierpnia 2012. Powodem rozwiązania były wysokie koszty utrzymania oraz drastycznie spadająca liczba uczniów

## Akademicki Zespół Szkół
Akademicki Zespół Szkół (AZS) powstał po połączeniu I Liceum Ogólnokształcącego im. Króla Jana III Sobieskiego i Miejskiego Gimnazjum nr 3 im. Jana Pawła II. Zespół mieści się w budynku liceum przy ulicy Gimnazjalnej 24.

## Demografia
Struktura demograficzna mieszkańców Piekar Śląskich według danych z 31 grudnia 2017:
| Opis                                | Ogółem | Ogółem | Kobiety | Kobiety | Mężczyźni | Mężczyźni |
| ----------------------------------- | ------ | ------ | ------- | ------- | --------- | --------- |
| Jednostka                           | osób   | %      | osób    | %       | osób      | %         |
| Populacja                           | 55 652 | 100    | 28 985  | 52,08   | 26 667    | 47,92     |
| Wiek przedprodukcyjny (0–17 lat)    | 7747   | 13,92  | 3802    | 6,83    | 3945      | 7,09      |
| Wiek produkcyjny (18–65 lat)        | 35 463 | 63,72  | 16 646  | 29,91   | 18 817    | 33,81     |
| Wiek poprodukcyjny (powyżej 65 lat) | 12 442 | 22,36  | 8537    | 15,34   | 3905      | 7,02      |

| Dzielnica         | Mieszkańcy (2015). | Powierzchnia |
| ----------------- | ------------------ | ------------ |
| Brzeziny Śląskie  | 4541               | 3,37 km²     |
| Brzozowice        | 1891               | 5,7 km²      |
| Dąbrówka Wielka   | 3948               | 8,57km²      |
| Józefka           | 3473               | ?            |
| Kamień            | 8343               | 5,70km²      |
| Kozłowa Góra      | 3007               | 4,73 km²     |
| Osiedle Wieczorka | 12 348             | ?            |
| Centrum           | 10 604             | ?            |
| Szarlej           | 6060               | ?            |

Podczas Narodowego Spisu Powszechnego 2011 narodowość śląską podało 21 147 mieszkańców Piekar Śląskich, czyli 36,5% ogółu.
Piramida wieku mieszkańców Piekar Śląskich w 2014 roku.

## Gospodarka
W ostatnich latach nastąpiły w Piekarach Śląskich, jak i w całym regionie zmiany w strukturze gospodarczej, zatrudnieniu, wzroście obrotu gospodarczego. Zjawiska te wpływają na pojawienie się nowych jakościowo problemów społecznych, związanych z reformami gospodarczymi, przemianami w przemyśle państwowym i rozwojem prywatnej przedsiębiorczości. W grudniu 2013 roku w Piekarach Śląskich było zarejestrowanych 2916 bezrobotnych, stopa bezrobocia wyniosła wtedy 7,9%, a na 100 osób pracujących przypadało 26 bezrobotnych. Zmiany te nie są wyłącznie specyfiką Piekar Śląskich, bowiem północno-zachodnie pasmo GOP ma liczne wzajemne powiązania (np. rynki zbytu i pracy), które na siebie oddziaływają tworząc duży potencjał przemysłowy i ludnościowy. Pod względem przestrzennym i funkcjonalnym Piekary Śląskie związane są z Bytomiem, który również należy do tzw. obszarów rozwojowych (podobnie jak Katowice, Chorzów i Gliwice).
Przemysłowe oblicze miasta ukształtowane jest przez górnictwo węgla kamiennego, które przeszło proces restrukturyzacji (utworzenie Zakładu Górniczego Piekary). Duże znaczenie w zachodzących przemianach ma Autostrada A1, dzięki czemu Miasto Piekary Śląskie uzyskało dobry dostęp do węzłów komunikacyjnych i centrów przemysłowych GOP oraz do regionów pozawojewódzkich.
W 1999 w mieście powstała Piekarska Strefa Aktywności Gospodarczej, zlokalizowana została w rejonie ulic Podmiejskiej i Obwodowej Zachodniej. Teren inwestycyjny został z myślą o małych i średnich przedsiębiorcach. Strefa powstała w celu aktywizacji gospodarczej terenów zdegradowanych na skutek eksploatacji górniczej, utworzenie nowych miejsc pracy oraz nowych rodzajów działalności gospodarczej, a tym samym poprawę sytuacji ekologicznej, gospodarczej oraz jakości życia mieszkańców miasta.
29 czerwca 2006 na mocy porozumienia Miasta Piekary Śląskie, Spółki Orzeł Biały SA,
Zakładu Gospodarki Komunalnej w Piekarach Śląskich oraz Górnośląskiej Agencji Przekształceń Przedsiębiorstw w Katowicach utworzono Piekarski Park Przemysłowy. Powstał on w celu utworzenia dodatkowych miejsc pracy oraz umożliwienia wykonania działalności gospodarczej na preferencyjnych warunkach, a także w celu dokonywania przepływu wiedzy i technologii pomiędzy jednostkami naukowymi a przedsiębiorstwami. Ma zajmować docelowo około 130 ha terenu rozciągającego się na granicy dzielnicy Brzeziny Śląskie z Bytomiem. Program jest ukierunkowany także na ochronę środowiska przyrodniczego miasta poprzez rewitalizację na tym obszarze terenów zdegradowanych i przywrócenie im funkcji użytkowych.

## Transport

### Tranzyt
- autostrada A1
- droga krajowa nr 94: Zgorzelec – Wrocław – Bytom – Piekary Śląskie – Kraków
- droga wojewódzka nr 911: Bytom – Piekary Śląskie – Świerklaniec

### Lotnisko
W odległości około 20 km od miasta znajduje się Port lotniczy Katowice-Pyrzowice. Ma 3 terminale. W odległości około 80 km od miasta znajduje się Port lotniczy Kraków-Balice.

### Tramwaje
27 maja 1894 roku w Piekarach oddano do eksploatacji pierwszy odcinek linii tramwajowej, która łączyła centrum miasta z Bytomiem, była to trakcja parowa. Od 1949 roku na trasie Bytom-Szarlej-Piekary Śląskie kursowała linia nr 8. W latach 1952–1958 w trzech etapach przedłużono linię z Kopalni „Nowy Orzeł Biały” do Brzezin Śląskich. W dalszej rozbudowie linii przeszkodził wiadukt kolejowy na drodze do Dąbrówki Wielkiej. Linię zakończono w połowie drogi do tej miejscowości i zbudowano tam pętlę, która istnieje do dziś. Na przełomie lat 70. i 80. XX wieku zlikwidowano (w dwóch etapach) linię tramwajową prowadzącą obecną ulicą Bytomską z Bytomia do centrum miasta. Tramwaj linii numer 8 kursował od tego czasu od Bytomia do Dąbrówki Wielkiej. Dnia 1 kwietnia 2006 ze względu na złą sytuację spółki Tramwaje Śląskie linia została zlikwidowana, tym samym piekarzanie stracili ostatnie połączenie tramwajowe.
W ostatnim okresie linia istniała na trasie Bytom (Politechnika Śl.) – Brzeziny Śl. – Dąbrówka Wielka (Pętla).

### Autobusy

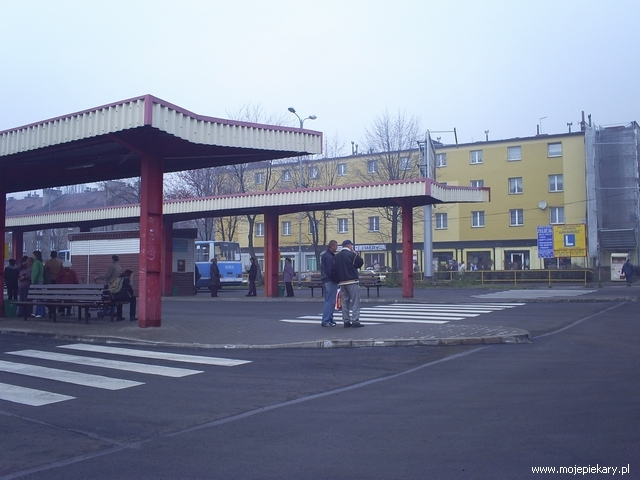
Dworzec autobusowy na Osiedlu Wieczorka przed przebudową

Połączenia wewnętrzne oraz z sąsiednimi miejscowościami zapewnia wyłącznie komunikacja autobusowa. Od 2019 roku w mieście organizacją transportu publicznego zajmuje się jednostka budżetowa GZM – Zarząd Transportu Metropolitarnego (ZTM). Od 2008 do roku 2018 w mieście komunikację publiczną tworzył Komunikacyjny Związek Komunalny GOP. Przed 2008 rokiem transportem publicznym zajmował się MZKP Tarnowskie Góry.
Aktualnie istnieje 27 linii autobusowych (5, 24, 42, 43, 52, 73, 85, 91, 99, 104, 105, 114, 133, 148, 164/264, 168, 185, 192, 283, 700, 780, 922, M11, M28 (dawniej 860), M16/M116, a dawniej także: 53, 113N, 119, 170, AP1). Linie te łączą pomiędzy sobą dzielnice miasta, a także zapewniają bezpośredni dojazd do Bytomia, Tarnowskich Gór, Katowic, Siemianowic Śl., Radzionkowa, Będzina, Wojkowic, Chorzowa i niektórych miejscowości gmin: Świerklaniec, Bobrowniki, Mierzęcice oraz Ożarowice. Ostatni kurs PKS Katowice – Praszka – Katowice przez miasto został zlikwidowany w kwietniu 2018 r.

### Kolej
Istniejąca na terenie miasta sieć kolejowa służy jedynie do celów przewozu towarów (głównie węgla). Przez miasto przebiega obecnie linia kolejowa PKP 145, na której był przystanek kolejowy Piekary Śląskie (na odc. Chorzów Stary – Brzeziny Śląskie fizycznie zlikwidowana), a do niedawna linia 201 kolei piaskowych, tzw. Północna Magistrala Piaskowa (zlikwidowana ostatecznie pod koniec 2015 r.).
W latach 1925–1976 do Piekar można było się dostać pociągiem pasażerskim, a w mieście istniały przystanek osobowy w Dąbrówce Wielkiej, stacja w Szarleju i Brzezinach Śląskich.
Pierwsze połączenie kolejowe Piekary otrzymały już w 1854 roku, kiedy tor wąskotorowy z Maciejkowic poprowadzono do bocznicy kopalni Klotylda.
W 1925 roku pierwsza normalnotorowa linia połączyła Piekary z Chorzowem i Radzionkowem. Następnie wybudowano linię kolejową z Brzezin Śląskich przez Wojkowice, Psary, Grodziec do Ząbkowic Będzińskich.
Kursowanie pociągów pasażerskich na odcinku Chorzów Stary – Brzeziny Śląskie wstrzymano 31 marca 1968 roku, a na odcinku Radzionków Rojca – Brzeziny Śląskie dnia 29 maja 1976 roku. Ostatni pociąg pasażerski odjechał ze stacji Brzeziny Śląskie w kierunku stacji końcowej Dąbrowa Górnicza Ząbkowice w dniu 22 maja 1982 roku.
Odcinek Brzeziny Śląskie – Wojkowice, na którym prowadzono ruch pociągów towarowych, decyzją władz PKP zamknięto dnia 15 grudnia 1992 roku. Fizyczna rozbiórka całego torowiska i mostu na Brynicy nastąpiła na mocy zarządzenia PKP 29 marca 1993 roku.
.
Zabytkowa infrastruktura kolejowa jest zniszczona. Stacja towarowa Brzeziny Śląskie w związku z likwidacją KWK Andaluzja została w 2007 roku przebudowana. Rok później został wyburzony budynek dworcowa kolejowego.

## Turystyka, sport i rekreacja

### Szlaki turystyczne

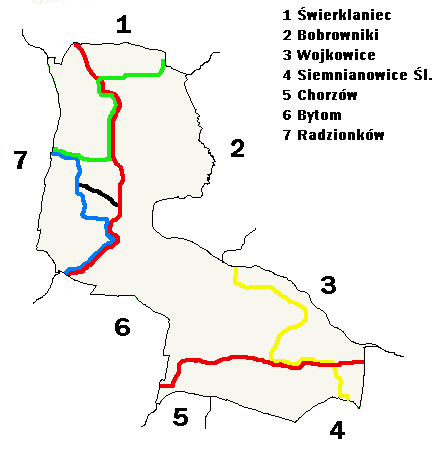
Szlaki turystyczne w Piekarach Śląskich oraz sąsiednie gminy

Na terenie miasta wyznakowano następujące szlaki piesze:
- Szlak Husarii Polskiej
  - część zachodnia Szarlej-Piekary-Kozłowa Góra-długości 8,3 km
  - część wschodnia Dąbrówka Wielka-Brzeziny Śląskie-długości 6,3 km
- Szlak Powstańców Śląskich
  - Szarlej-Piekary-Kopiec Wyzwolenia-długości 5,6 km
- Szlak Tysiąclecia
  - Kopiec Wyzwolenia-Piekary-Kozłowa Góra-długości 6,5 km
- Szlak Historii Górnictwa Górnośląskiego
  - Dąbrówka Wielka-Dołki-Kamień-długości 7,5 km
- Szlak łącznikowy
  - długości 0,7 km łączy szlak Husarii ze Szlakiem Powstańców Śląskich
- Droga św. Jakuba Via Regia

### Obiekty sportowe
- Hala Miejskiego Ośrodka Sportu i Rekreacji w Piekarach Śląskich
- Stadion znajdujący się na terenie MOSiR-u Piekary Śląskie
- Profesjonalny bulodrom do gry w pétanque na terenie MOSiR-u Piekary Śląskie[56]
- Stadion znajdujący się na terenie klubu „Andaluzja Piekary Śląskie”
- Kompleks sportowy (basen kryty i siłownia) znajdujący się na terenie „KWK Julian”
- Basen kryty znajdujący się na terenie MSP nr 5 w Piekarach Śląskich
- Basen otwarty znajdujący się na terenie MOSiR-u Piekary Śląskie
- Korty tenisowe znajdujące się na terenie MOSiR-u Piekary Śląskie
- Korty tenisowe znajdujące się na terenie klubu „Andaluzja Piekary Śląskie”
- Skatepark przy ul. ks. J. Popiełuszki należący do MOSiR-u Piekary Śląskie

### Kluby sportowe
- MKS Olimpia Piekary Śląskie – klub piłki ręcznej
- Orkan Dąbrówka Wielka – piłka nożna (klasa A)
- Orzeł Biały Brzeziny Śląskie – piłka nożna (liga okręgowa)
- Czarni Kozłowa Góra – piłka nożna (liga okręgowa)
- KS Piekary – piłka nożna (klasa A)
- Coslovia Kozłowa Góra – kolarstwo szosowe
- Andaluzja Brzozowice-Kamień (Piekary Śląskie) – piłka nożna (klasa A), podnoszenie ciężarów (II liga męska)
- Master Piekary Śląskie – szachy
- Ośrodek Sztuk Walki Triada – boks tajski, karate shinkyokushinkai, jujitsu
- UKS Net Piekary Śląskie – siatkówka kobiet (drużyny młodzieżowe)
- UKS La-Basket Piekary Śląskie – koszykówka
- MOSiR Piekary Śląskie – piłka nożna (drużyny juniorskie)
- UKS AZARIA – mażoretki i cheerleaderki

### Organizacje
- Miejski Ośrodek Sportu i Rekreacji, który został założony w 1994 roku i od tej pory dysponuje wszechstronną bazą sportową miasta. W jego skład wchodzą następujące obiekty sportowe:
  - przy ul. Olimpijskiej: boisko piłkarskie, boisko treningowe, basen otwarty, korty tenisowe, boiska do siatkówki plażowej i koszykówki, lodowisko w okresie zimowym, bulodrom do pétanque, strzelnica, staw wędkarski
  - przy ul. Skłodowskiej-Curie: boisko do piłki nożnej, boisko piłkarskie „Orlik”, boisko wielofunkcyjne, boiska treningowe, korty tenisowe, bieżnia, pawilon sportowy
  - przy ul. Pokoju: boisko do piłki nożnej, boisko treningowe boisko do koszykówki, pawilon sportowy
  - przy ul. Drzymały: sala gimnastyczna
  - przy ul. Szymanowskiego: boisko do piłki nożnej, boisko treningowe
  - przy ul. Szkolnej: hala sportowa, sala do gry w tenisa stołowego
  - przy ul. Popiełuszki: skatepark

Główna siedziba MOSiR-u znajduje się przy ul. Olimpijskiej 3.
- Miejskie Centrum Informacji i Turystyki, wydzielone we wrześniu 2006 roku z MOSiR-u. Do jego zadań należy m.in.:
  - promocja walorów turystycznych i historii miasta
  - promocja turystyki pieszej i rowerowej
  - obsługa turystów i pielgrzymów oraz udzielanie przydatnych informacji
  - współpraca z miastem partnerskim Kroměříž
  - prowadzenie działalności wydawniczej i księgarni turystycznej
  - organizacja wycieczek krajowych i zagranicznych

Siedziba MCIiT znajduje się na terenie kamienicy przy ul. Bytomskiej 157.

## Symbole miasta

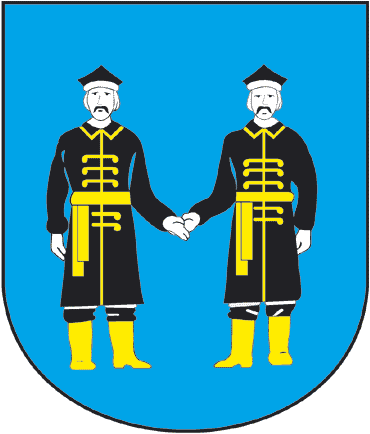
Herb miasta przed zmianą

Obecna flaga miasta

### Herb Piekar Śląskich
Obecny herb Piekar Śląskich (zmieniony w 2005) przedstawia dwóch ubranych na czarno mężczyzn w strojach ludowych (rozbarskich), ze złotymi butami i szarfami, którzy wskazują rękoma na sanktuarium Matki Sprawiedliwości i Miłości Społecznej w Piekarach Śląskich. Wszystkie elementy umieszczone są na niebieskim (błękitnym) tle. Przed zmianą herbu w 2005 znajdowało się na nim dwóch chłopów w strojach ludowych, trzymających się za ręce, bez wizerunku bazyliki piekarskiej.

### Flaga Piekar Śląskich
Na podstawie uchwały Rady Miasta Piekary Śląskie z 2005 roku dotyczącej zmian w statucie miasta, barwami miasta są kolory błękitny, złoty (żółty) i błękitny, w trzech poziomych pasach, których szerokość do szerokości flagi jest w proporcjach: ¼, ½, ¼, a stosunek szerokości do długości flagi wynosi 5:8.

### Hejnał Piekar Śląskich
Hejnał miasta Piekary Śląskie został ustanowiony 21 maja 2009 na sesji Rady Miasta. Oparty jest na motywach pieśni religijnej Matko Piekarska autorstwa Feliksa Nowowiejskiego. Hejnał skomponował organista piekarskiej bazyliki Klaudiusz Jania. Utwór rozbrzmiewa z piekarskiego Ratusza codziennie o 12:00 i 21:00.

## Administracja

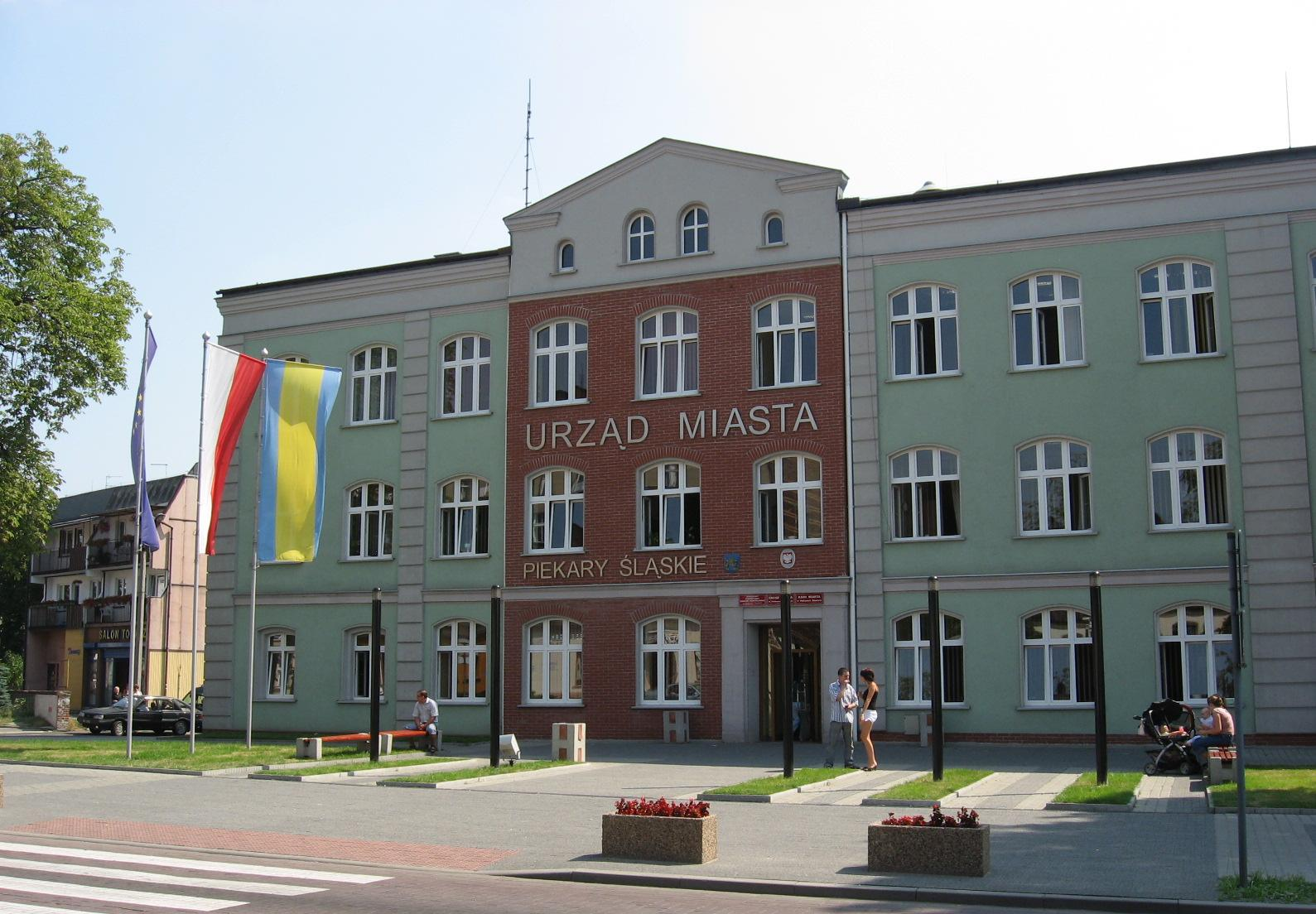
Siedziba Urzędu Miasta Piekary Śląskie (w Szarleju)

Piekary Śląskie są miastem na prawach powiatu. Mieszkańcy wybierają do Rady Miasta Piekary Śląskie 23 radnych. Organem wykonawczym władz jest prezydent miasta. Siedzibą władz miasta jest Urząd Miasta Piekary Śląskie przy ul. Bytomskiej.
Prezydenci Piekar Śląskich:
- Andrzej Żydek (1990–2002)[59][60]
- Stanisław Korfanty (2002–2014)[61][62]
- Sława Umińska-Duraj (od 2014)[63][64]

Zastępcą prezydent miasta jest Krzysztof Turzański, a przewodniczącym Rady Miasta Piekary Śląskie Piotr Buchwald. W mieście funkcjonuje również Młodzieżowa Rada Miasta, zaprzysiężona w lutym 2012 roku.
Miasto jest członkiem takich organizacji jak:
- Związek Miast Polskich,
- Związek Powiatów Polskich,
- Śląski Związek Gmin i Powiatów
- Górnośląski Związek Metropolitarny

Mimo że Piekary są powiatem, dużo placówek administracji państwowej znajduje się w sąsiednich miastach. W Piekarach mieści się urząd skarbowy oraz inne urzędy szczebla powiatowego.

## Miasta partnerskie[65]
- Kromieryż
- Marija Bistrica
- Kobuleti

## Rada Miasta
| Ugrupowanie                                  | 2002–2006  | 2006–2010 | 2010–2014 | 2014–2018 | 2018–2024 |
| -------------------------------------------- | ---------- | --------- | --------- | --------- | --------- |
| Koalicja Obywatelska-Wspólnota Samorządowa   | 9          | –         | –         | –         | –         |
| Nasze Piekary-Praca, Bezpieczeństwo, Prawość | 7          | –         | –         | –         | –         |
| Sojusz Lewicy Demokratycznej                 | 5 (SLD-UP) | –         | –         | –         | –         |
| Piekarska Inicjatywa Samorządowa             | 2          | –         | –         | –         | –         |
| KWW Stanisława Korfantego                    | –          | 12        | 12        | 8         | –         |
| Prawo i Sprawiedliwość                       | –          | 7         | 2         | 7         | 5         |
| Wspólnie dla Piekar                          | –          | 4         | –         | –         | –         |
| KWW Krzysztofa Turzańskiego                  | –          | –         | 9         | –         | –         |
| KWW K. Turzańskiego i S. Umińskiej-Duraj     | –          | –         | –         | 8         | –         |
| Nasze Piekary – Współpraca i Rozwój          | –          | –         | –         | –         | 4         |
| KWW Sławy Umińskiej-Duraj                    | –          | –         | –         | –         | 14        |

## Honorowi obywatele Piekar Śląskich
- św. Jan Paweł II papież (ur. 18 maja 1920, zm. 2 kwietnia 2005) – polski duchowny katolicki, arcybiskup metropolita krakowski, kardynał, od 1978 papież, od 2014 święty Kościoła rzymskokatolickiego.

Po raz pierwszy w historii Piekar Śląskich tytuł Honorowego Obywatela Miasta przyznany uchwałą Rady Miasta z dnia 18 maja 1994 roku otrzymał Polak – Papież Jan Paweł II.
- ks. Władysław Student (ur. 10 kwietnia 1931, zm. 16 grudnia 2007) – polski duchowny katolicki, kanonik gremialny Kapituły katedralnej katowickiej, prałat, od 1973 do 1998 proboszcz i kustosz bazyliki Najświętszej Marii Panny i św. Bartłomieja w Piekarach Śląskich.

Tytuł honorowego obywatela miasta otrzymał 22 lutego 2001 w dowód szacunku i uznania dla jego autorytetu, wartości moralnych oraz czynnego uczestniczenia w życiu publicznym miasta, wkład w rozwój społeczny i kulturalny służący dobru mieszkańców Piekar Śląskich.
- abp Damian Zimoń (ur. 25 października 1934) – polski duchowny katolicki, od 1985 biskup diecezjalny katowicki, od 1992 arcybiskup metropolita katowicki, od 2011 arcybiskup senior.

Tytuł honorowego obywatela metropolita otrzymał w uznaniu zasług dla piekarskiego sanktuarium maryjnego, a przez to dla całego miasta dnia 26 października 2005.
- premier Jerzy Buzek (ur. 3 lipca 1940) – polityk, poseł na Sejm RP, w latach 1997–2001 Prezes Rady Ministrów, od 2004 poseł do Parlamentu Europejskiego, a w latach 2009–2012 jego przewodniczący.

Honorowym obywatelem Piekar został 21 maja 2010 w dowód szacunku dla Jego osoby, uznania dla Jego osiągnięć na wielu płaszczyznach, wyrażając wdzięczność za zaangażowanie w krzewienie idei samorządności oraz wspieranie dążenia miasta Piekary Śląskie dla uzyskania statusu miasta powiatowego.
- dr n. med. Bogdan Koczy (ur. 1 maja 1951) – lekarz ortopeda, traumatolog i naukowiec, ordynator oddziału urazowo-ortopedycznego męskiego, od 1998 dyrektor Samodzielnego Publicznego Wojewódzkiego Szpitala Chirurgii Urazowej im. dr. Janusza Daaba w Piekarach Śląskich.

Tytuł honorowego obywatela miasta otrzymał 10 listopada 2010 w dowód szacunku dla Jego osoby, uznania dla Jego osiągnięć na wielu płaszczyznach, wyrażając wdzięczność za zaangażowanie w rozbudowę i unowocześnienie bazy leczniczej Piekarskiej Urazówki, promowanie nowych technologii medycznych, kształcenie fachowych kadr o najwyższych kwalifikacjach, których swoistą marką jest praca i zdobywanie specjalizacji medycznej w „Urazówce”.
- ks. Ludwik Kieras (ur. 28 maja 1949) – polski duchowny katolicki, w latach 1993–2015 proboszcz Parafii Świętych Apostołów Piotra i Pawła w Kamieniu.

Tytuł honorowego obywatela otrzymał w dowód szacunku i uznania za czynne uczestnictwo w życiu publicznym i religijnym miasta oraz zaangażowanie w krzewienie wartości moralnych, służących lokalnej społeczności  dnia 28 maja 2015.